# Губбіо
Губбіо, Ґуббіо (італ. Gubbio) — муніципалітет в Італії, у регіоні Умбрія, провінція Перуджа.

## Розташування та місцевість
Губбіо розташоване на відстані близько 165 км на північ від Рима, 31 км на північний схід від Перуджі.
На місцевість переважають гори або схили. Місто розташоване навколо підніжжя гори Інджино і на обох берегах річки Каміньяно.

## Історичні дані

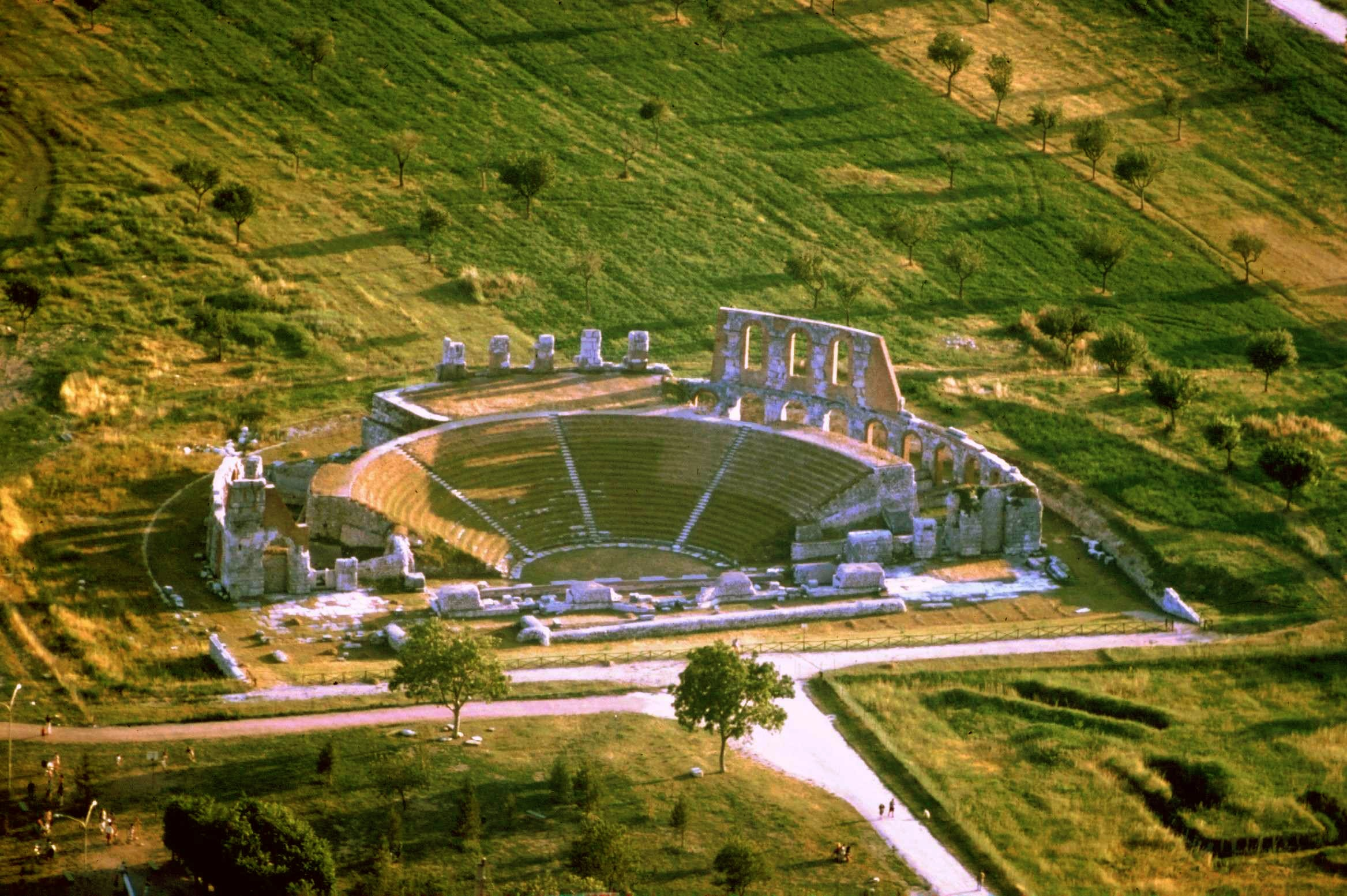
Давньоримський театр.

Археологи знайшли поселення доби неоліту на горі Інджино, а також некрополь доби бронзи. Старовинна назва поселення — Ігувій, від умбрійської назви Ikuvium. Тут мешкали племена умбрів, що стали військовоми союзниками Лаціума, тобто римлян. Від давньоримської доби залишився античний театр в поруйнованому стані.

## Друга столиця францисканців
Середньовічне місто Губбіо тісно пов'язане з життям відомого католицького святого — Франциска Ассізького. Саме сюди втік Франциск з Ассізі і знайшов притулок в місцевій родині Спадалонга. Тому Губбіо став другою столицею прихильників Святого Франциска.

## Зміни володарів
Середньовічний період історії міста повен як запеклої політичної боротьби, так і спроб мешканців відстояти ябо наново вибороти незалежність міста, в тому числі і від римських пап. Тому на околицях була побудована низка фортець чи замків. Період стабілізації прийшовся на десятиліття володарювання родини Монтефельтро. За винятком коротких періодів, коли місто захоплювали то Малатеста, то Чезаре Борджа, місто належало родині Монтефельтро до 1508 року. Відтоді місто захопила родина делла Ровере, що утримувала тут владу до 1631 року. По смерті останнього представника роду (Франческо Марія ІІ делла Ровере) місто перейшло під владу римських пап.

## В 19 столітті

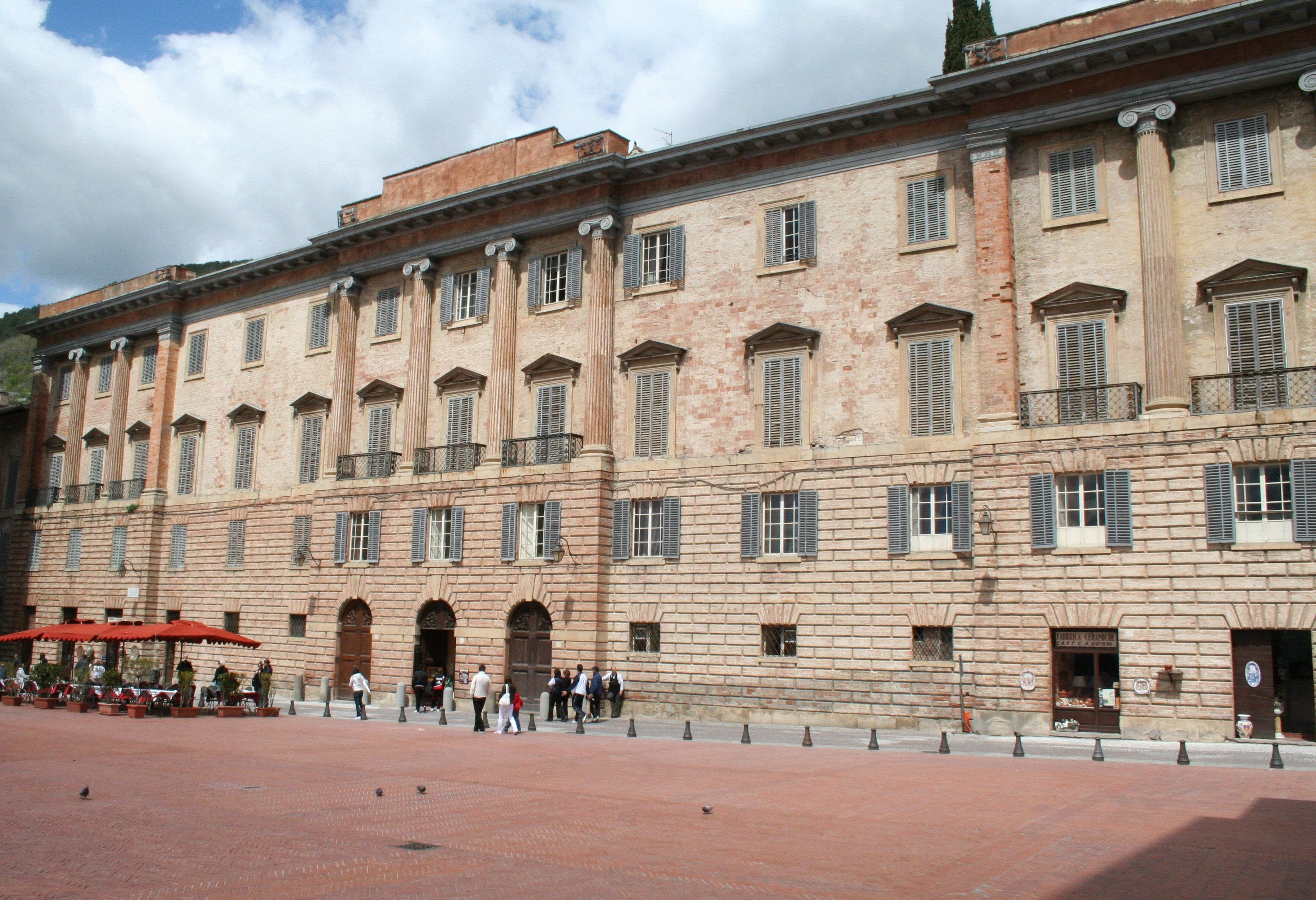
Головна площа Губбіо

Лише в середині 19 століття низка дрібних італійських князівств була нарешті поєднана в централізовану державу — Італійське королівство. До королівства були приєднані і землі міста Губбіо. 1860 року буда проведена адміністративна реформа, за якою Губбіо та його землі були відокремлені від провінції Марке та приєднані до Умбрії. Територія зазнала значних людських втрат через економічний занепад і агарну кризу провінції і масову еміграцію в 1873–1895 роках. Умбрія та місто Губбіо зазнали декілька хвиль еміграції також в 1-шу та 2-гу світову війни. Представників провінції Умбрія можна зустріти в Африці (Південно-Африканська республіка), Австралії, Сполучених Штатах, Канаді, в західноєвропейських країнах (Німеччина, Люксембург, франція, Бельгія, Швейцарія). В роки 2-ї світової війни місто постраждало від каральних експедицій фашистів та від обстрілів німецьких артилеристів.

## Історичні місця, музеї, палаци
- Давньоримський театр
- Давньоримський мавзолей

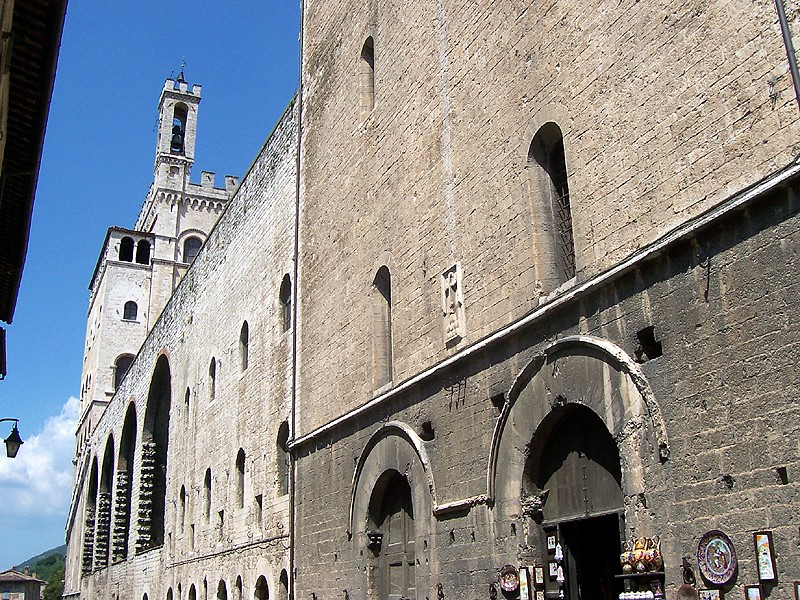
Підмурки палаццо деї Консолі.

- Палаццо деї Консолі (Губбіо) доби готики (музей і картинна галерея з 1901 року)
- Преторіанський палац (Губбіо), 14-17 століть
- Палаццо Дукале (Губбіо), 15 століття

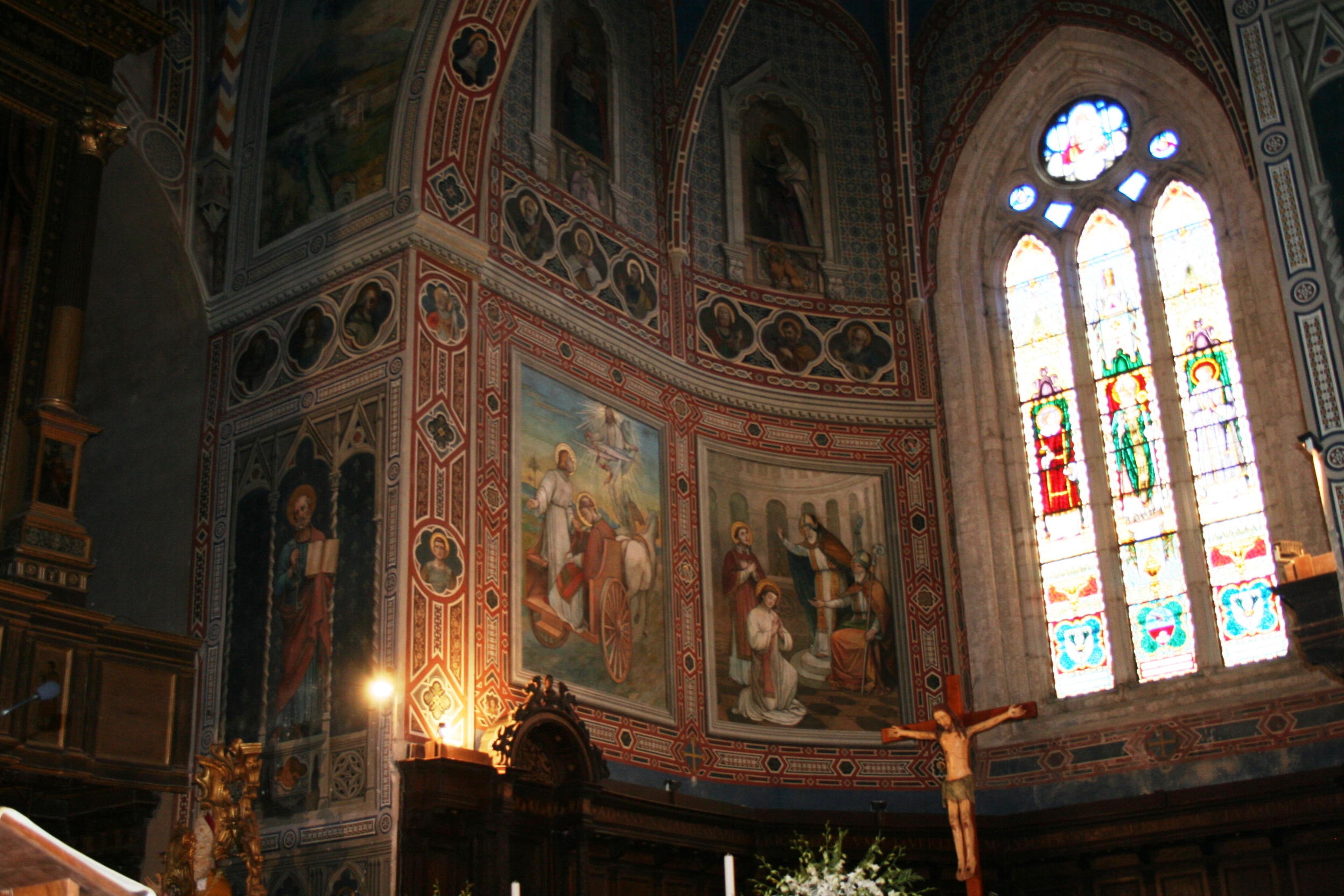
Фрески в катедральному соборі Св. Марії та Джакомо
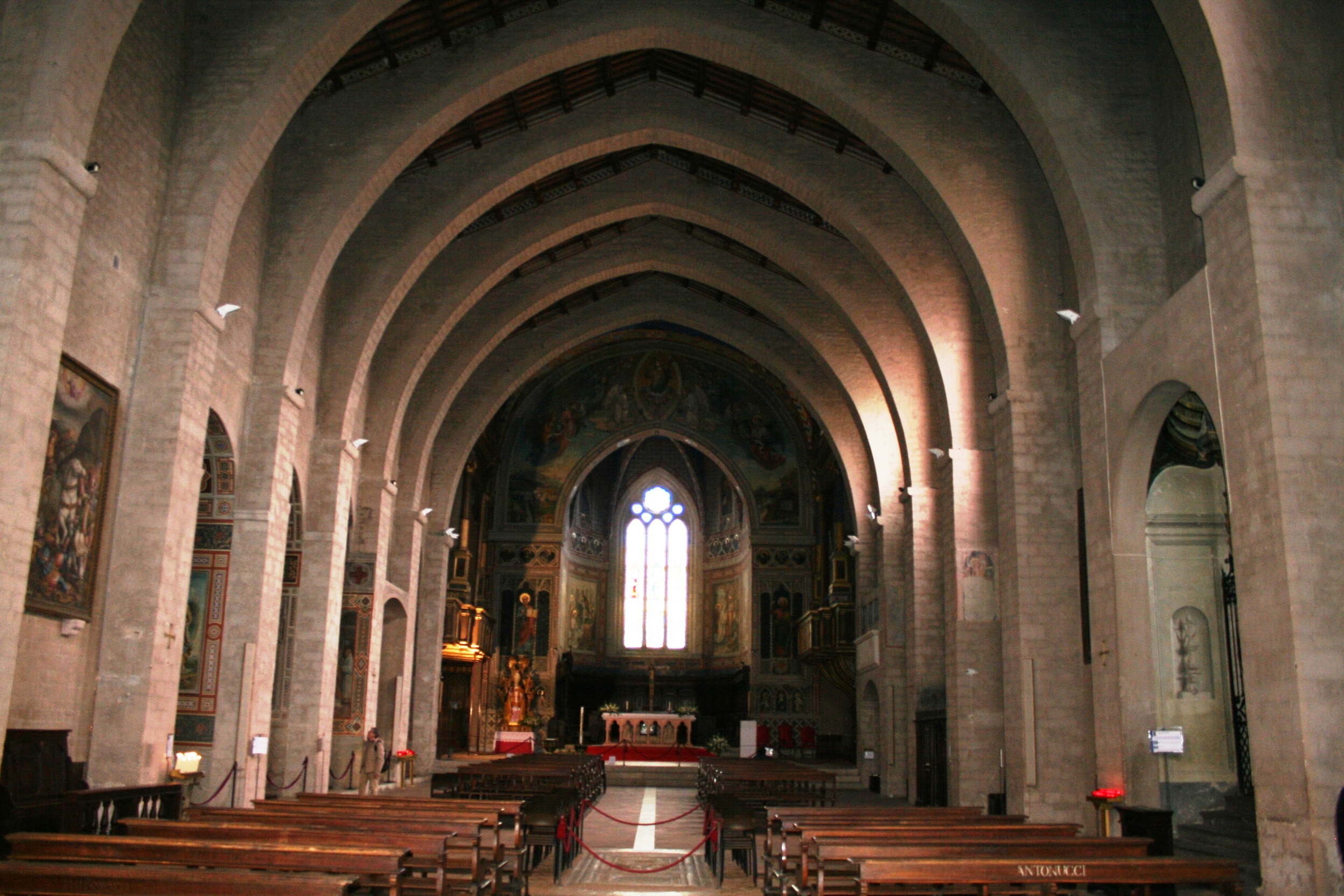
Собор, головна нава
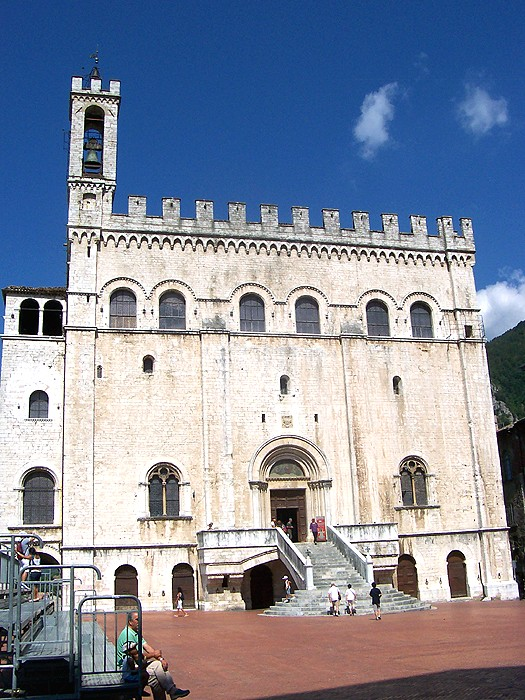
Палаццо деї Консолі (Губбіо)
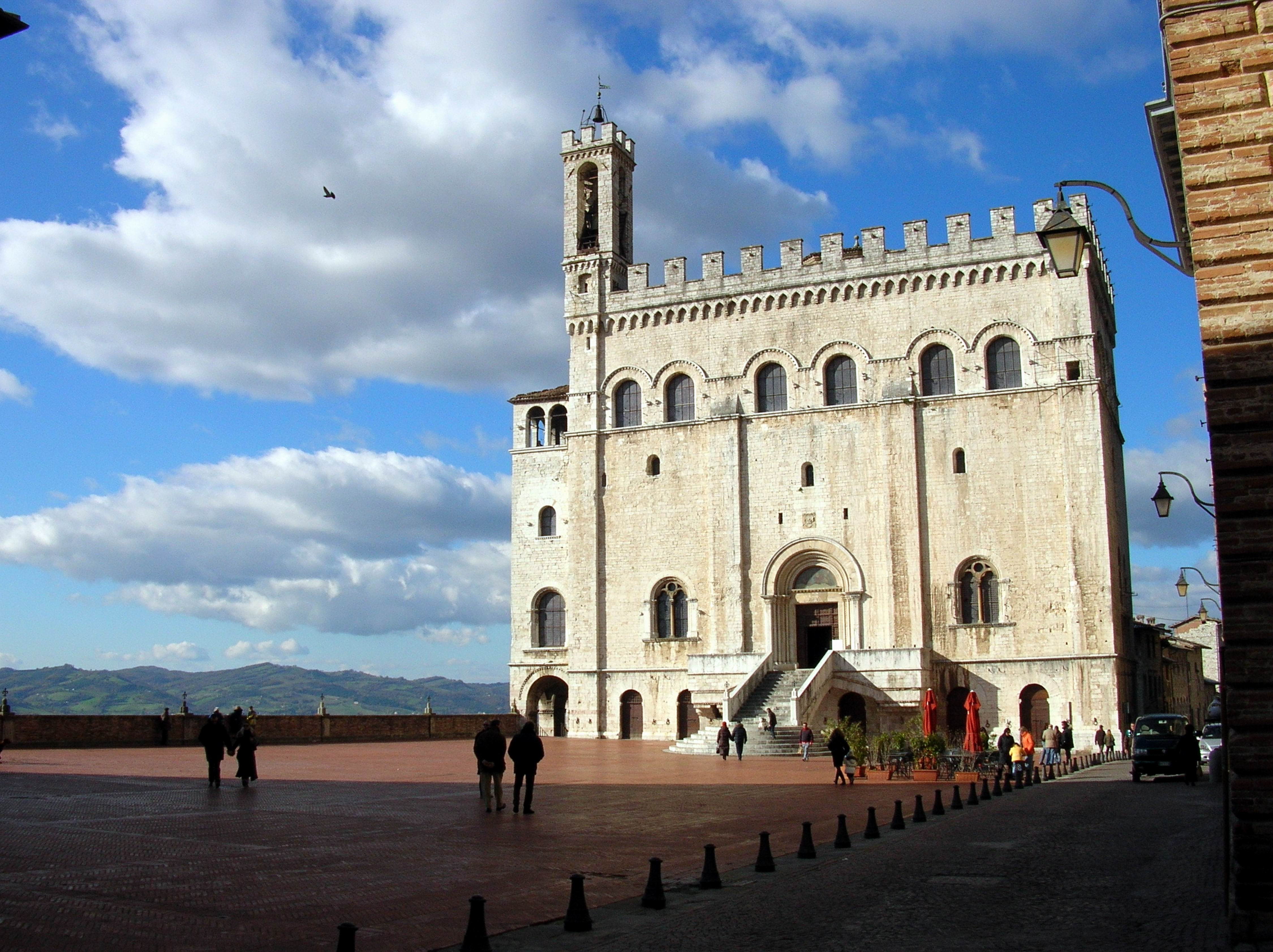
Площа біля палаццо деї Консолі
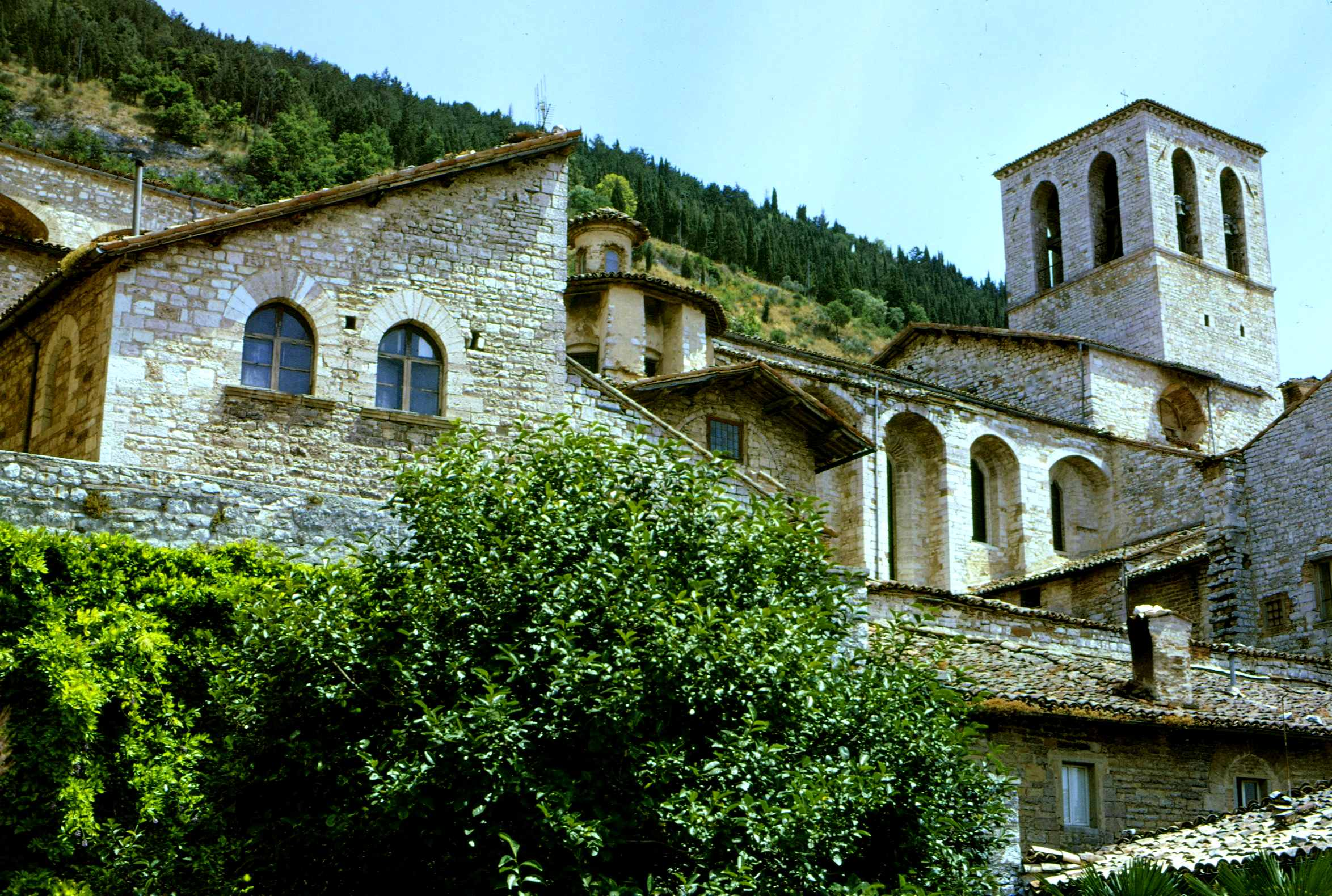
Історична забудова
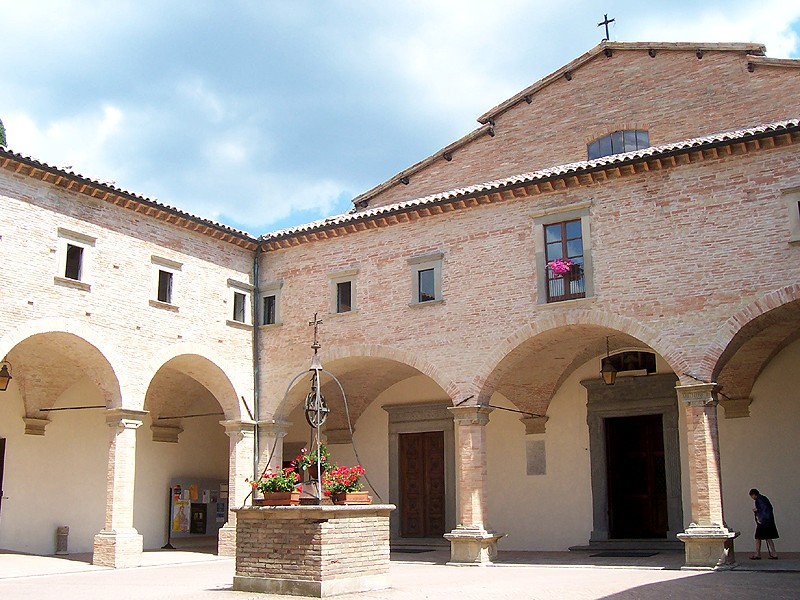
Дворик базиліки святого Убальдо
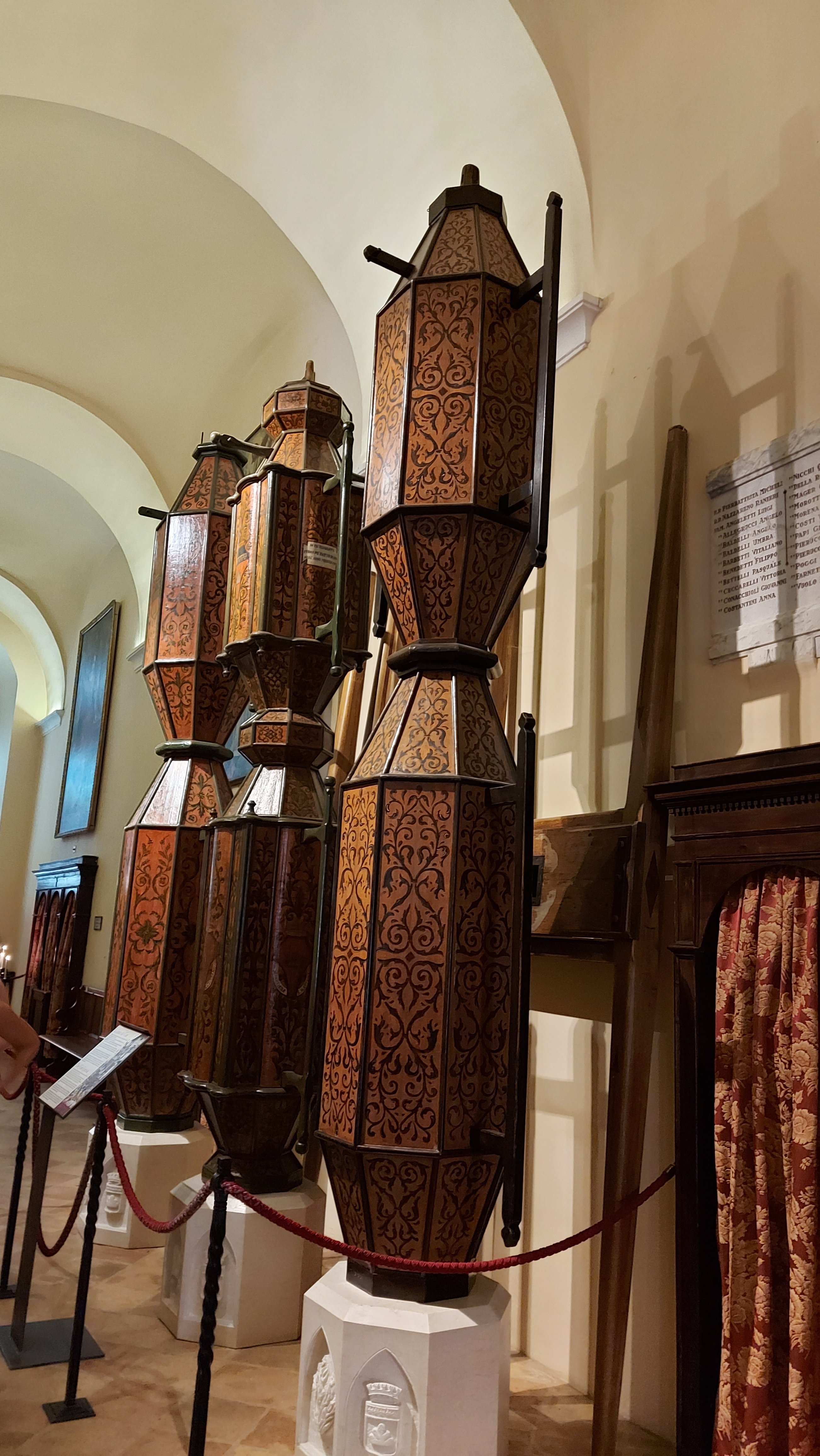
Три велетенські свічки в базиліці святого Убальдо
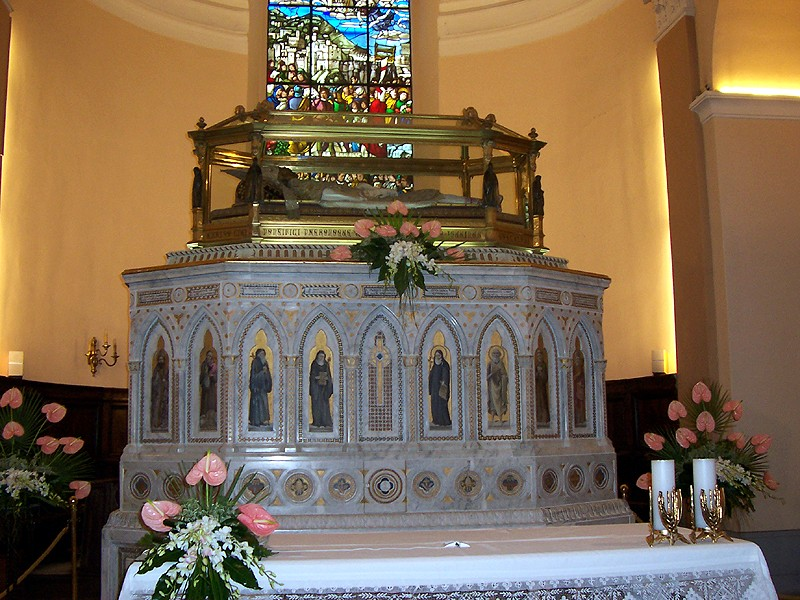
Великий вівтар, неоготика, Базиліка святого Убальдо, Губбіо]]
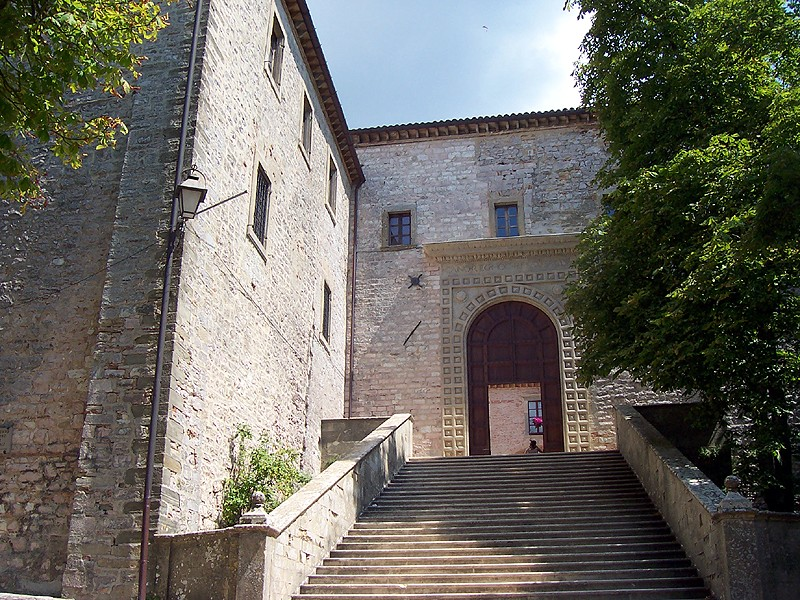
Сходи і брама базиліки святого Убальдо в Губбіо

## Храми міста
- Базиліка святого Убальдо
- Собор Св. Марії та Джакомо
- Церква Сан Франциско
- Церква Сан Доменіко
- Церква Івана Хрестителя
- Церква Сан П'єтро
- Церква Сан Мартіно

Населення — 32 490 осіб (2014).

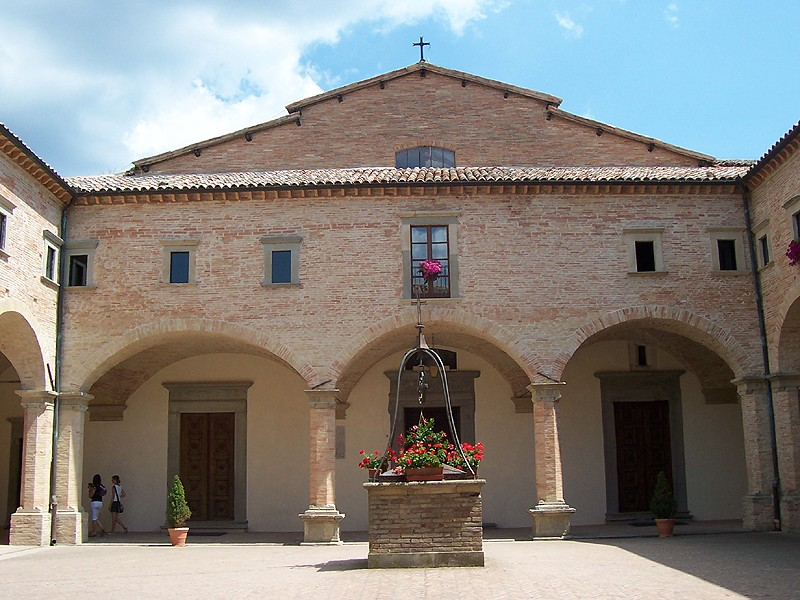
Базиліка святого Убальдо, Губбіо

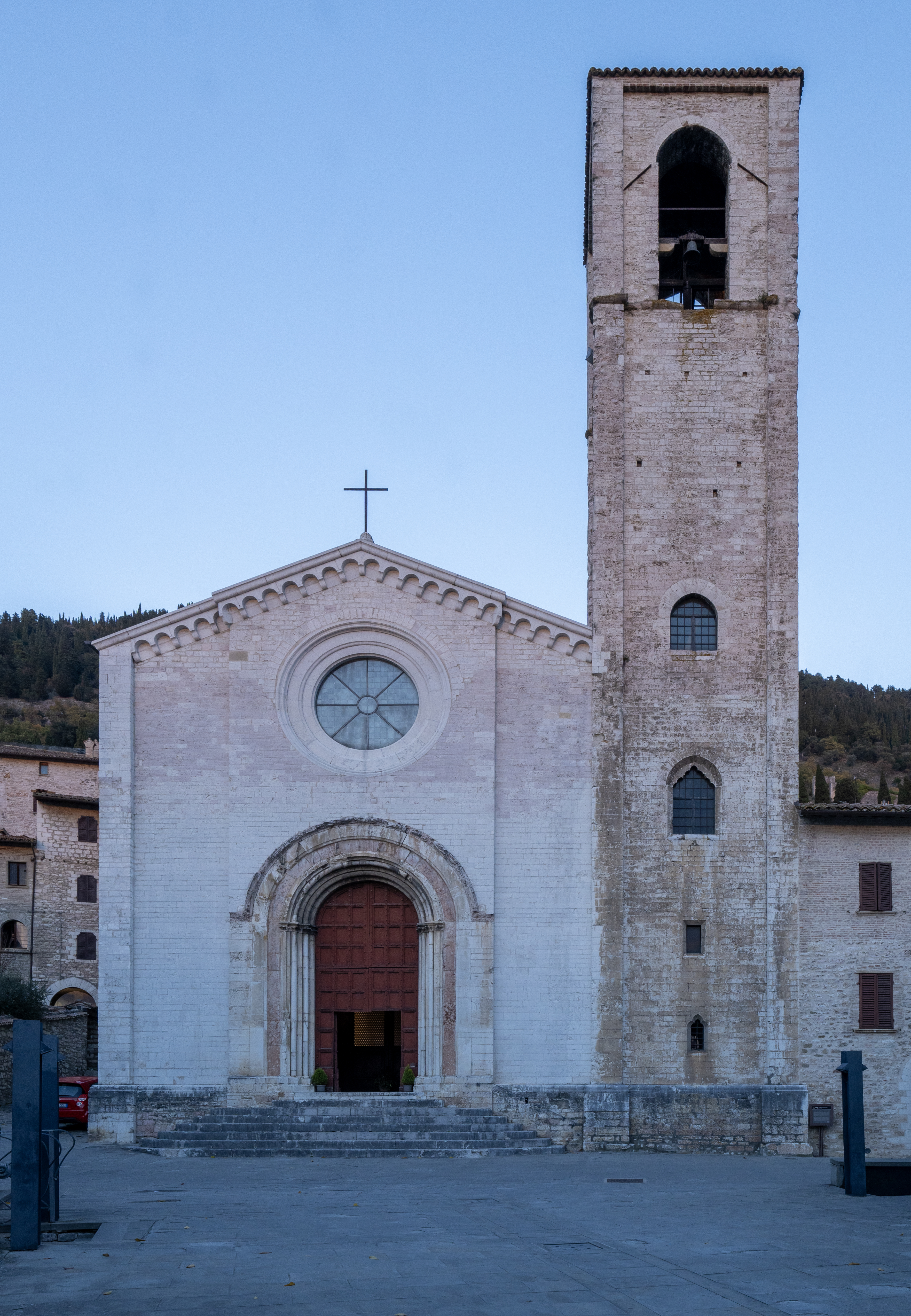
Церква Івана Хрестителя

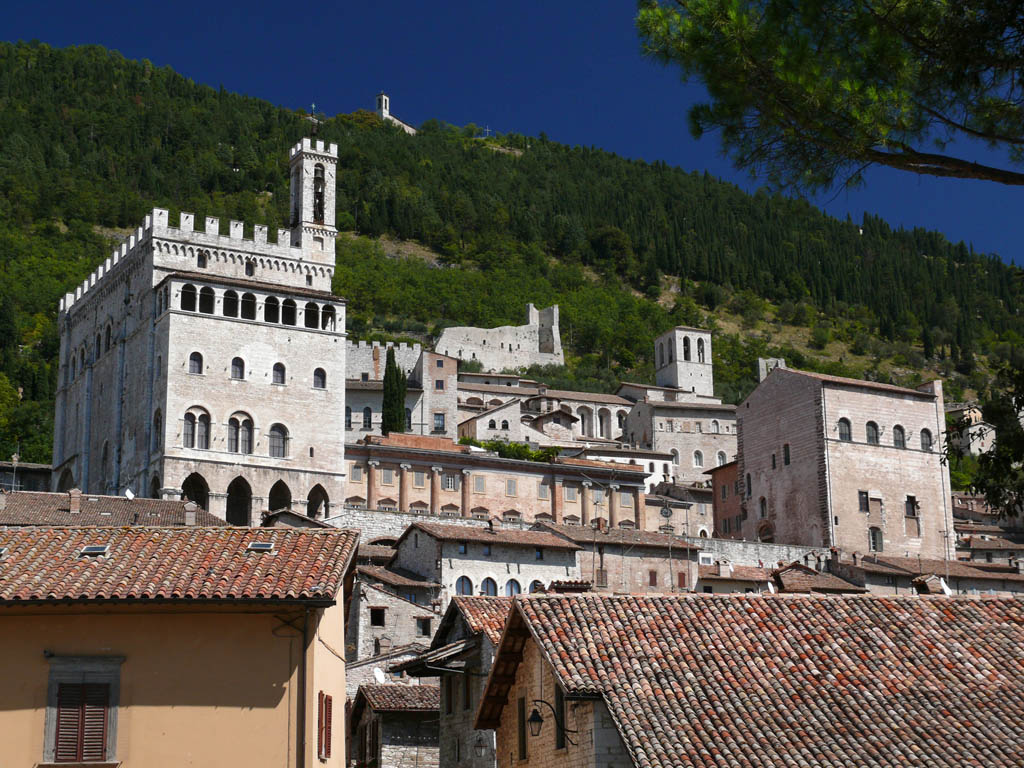

Щорічний фестиваль відбувається 16 травня. Покровитель — Sant'Ubaldo.

## Демографія
Населення за роками:

Станом на 1 січня 2023 року в муніципалітеті офіційно проживало 1845 іноземців з 80 країн, серед них 464 громадяни країн Євросоюзу та 233 громадяни України.

## Сусідні муніципалітети
- Кальї
- Кантіано
- Костаччаро
- Фоссато-ді-Віко
- Гуальдо-Тадіно
- Перуджа
- П'єтралунга
- Скеджа-е-Пашелупо
- Сіджилло
- Умбертіде
- Вальфаббрика

## Галерея зображень

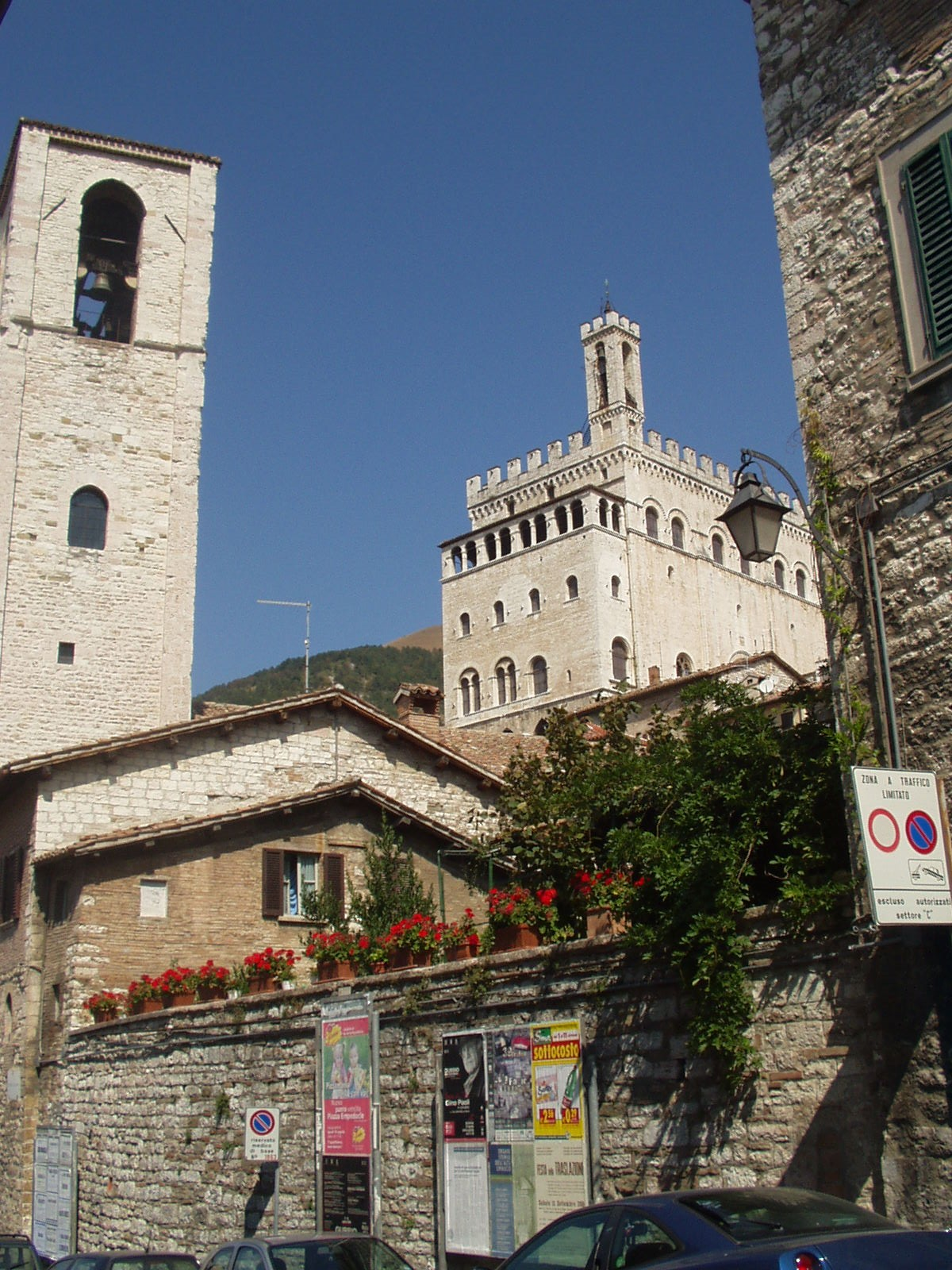
Gubbio
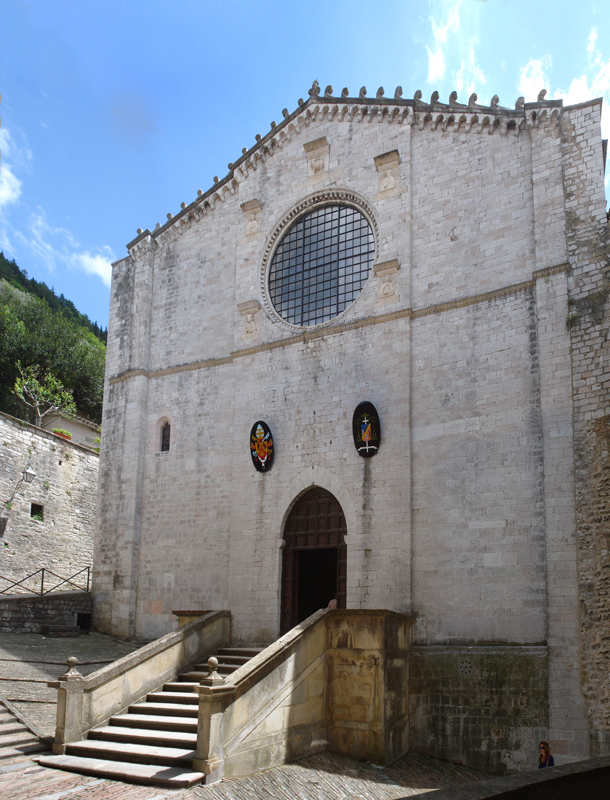
Губбіо, собор Св. Марії та Джакомо, головний фасад
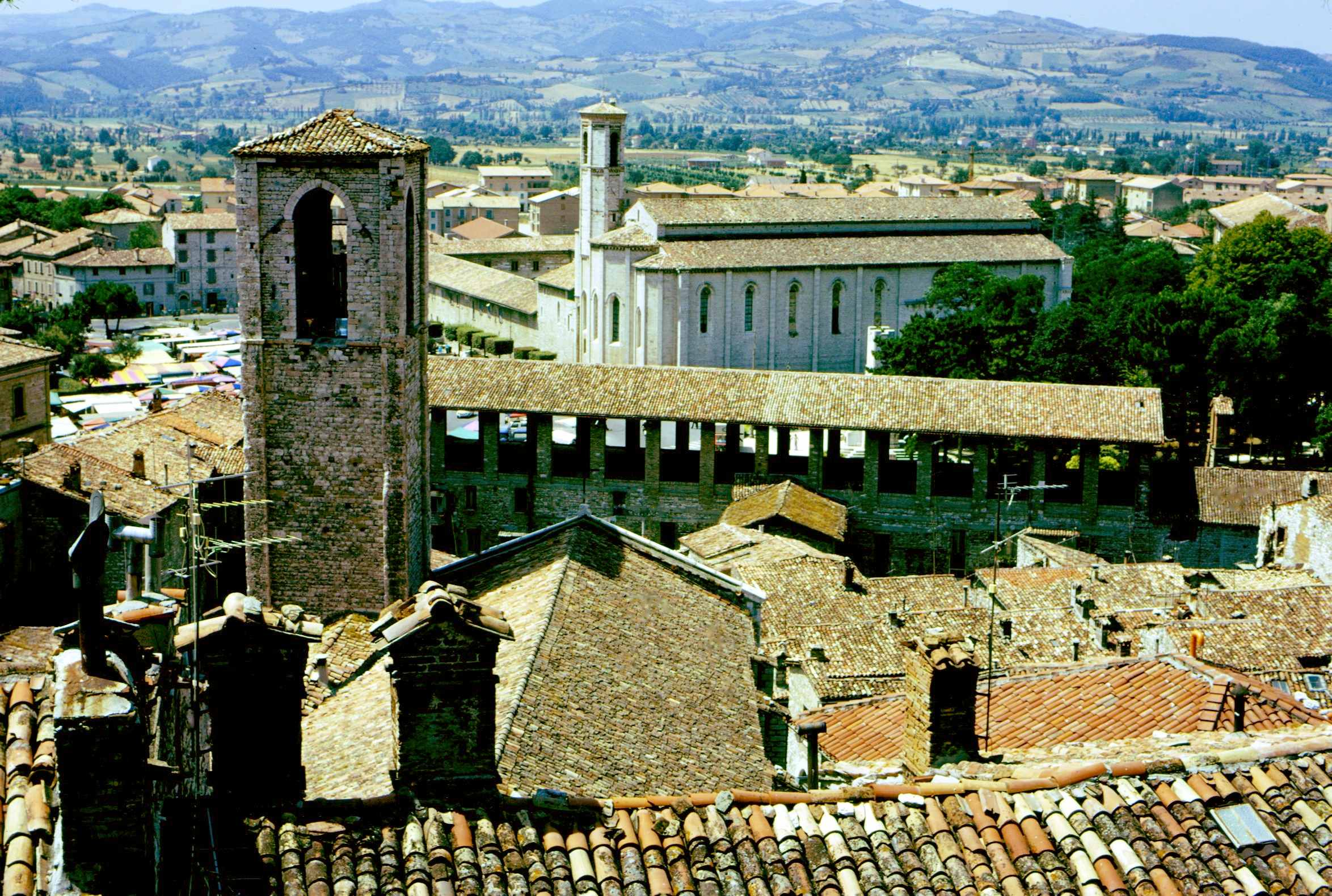
Губбіо, загальна панорама
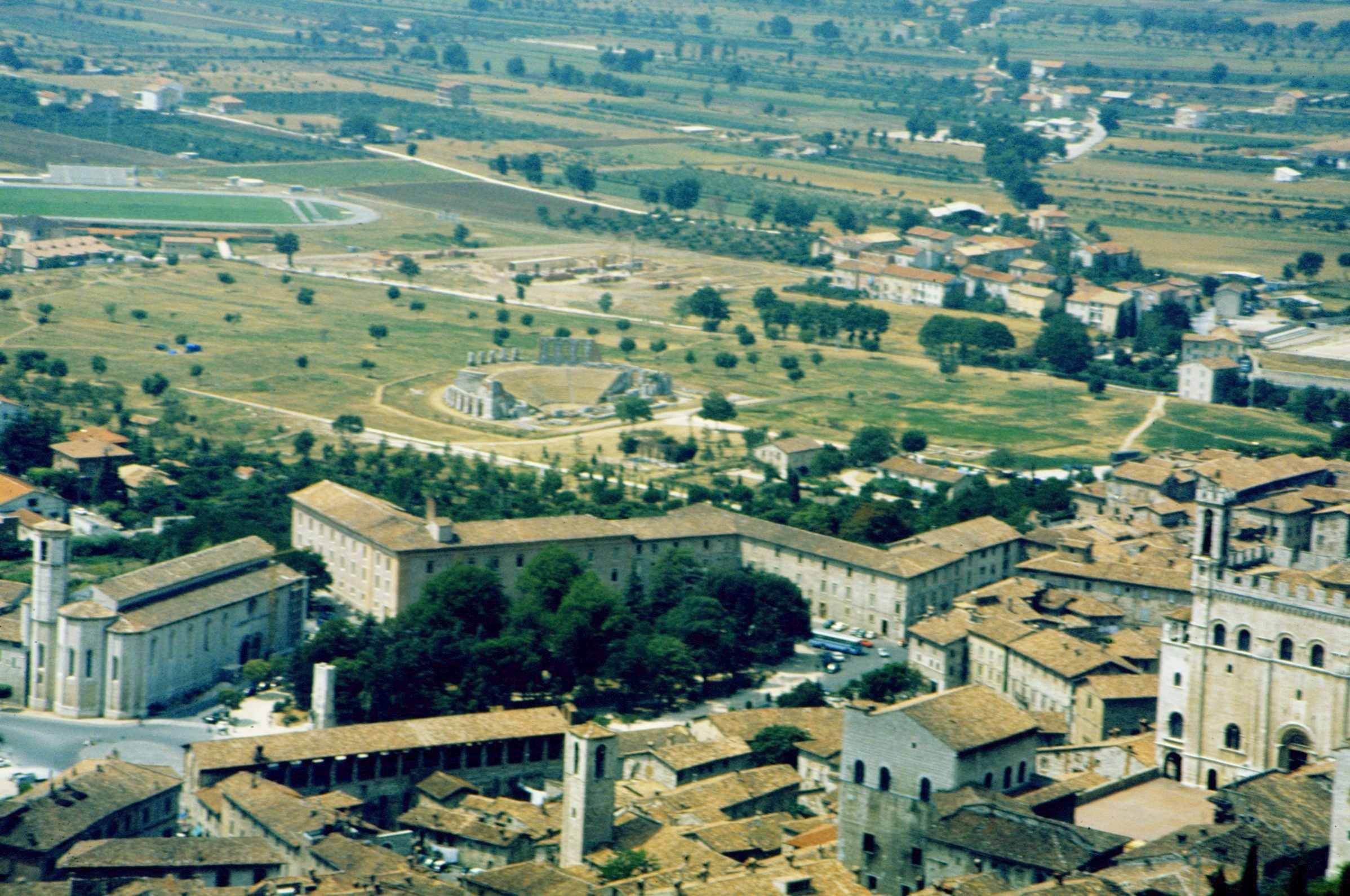
Губбіо, панорама низовини
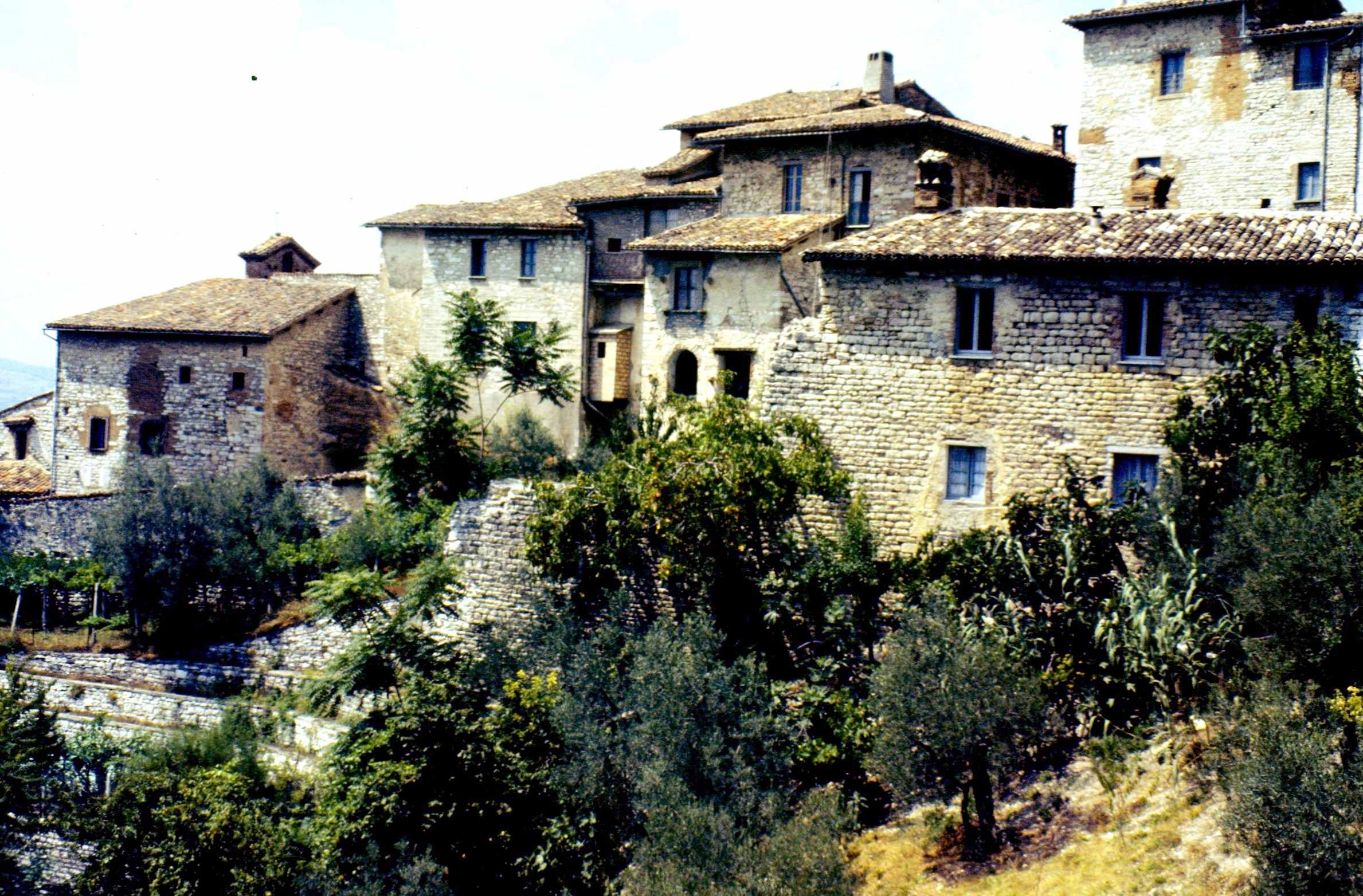
Gubbio, scorcio
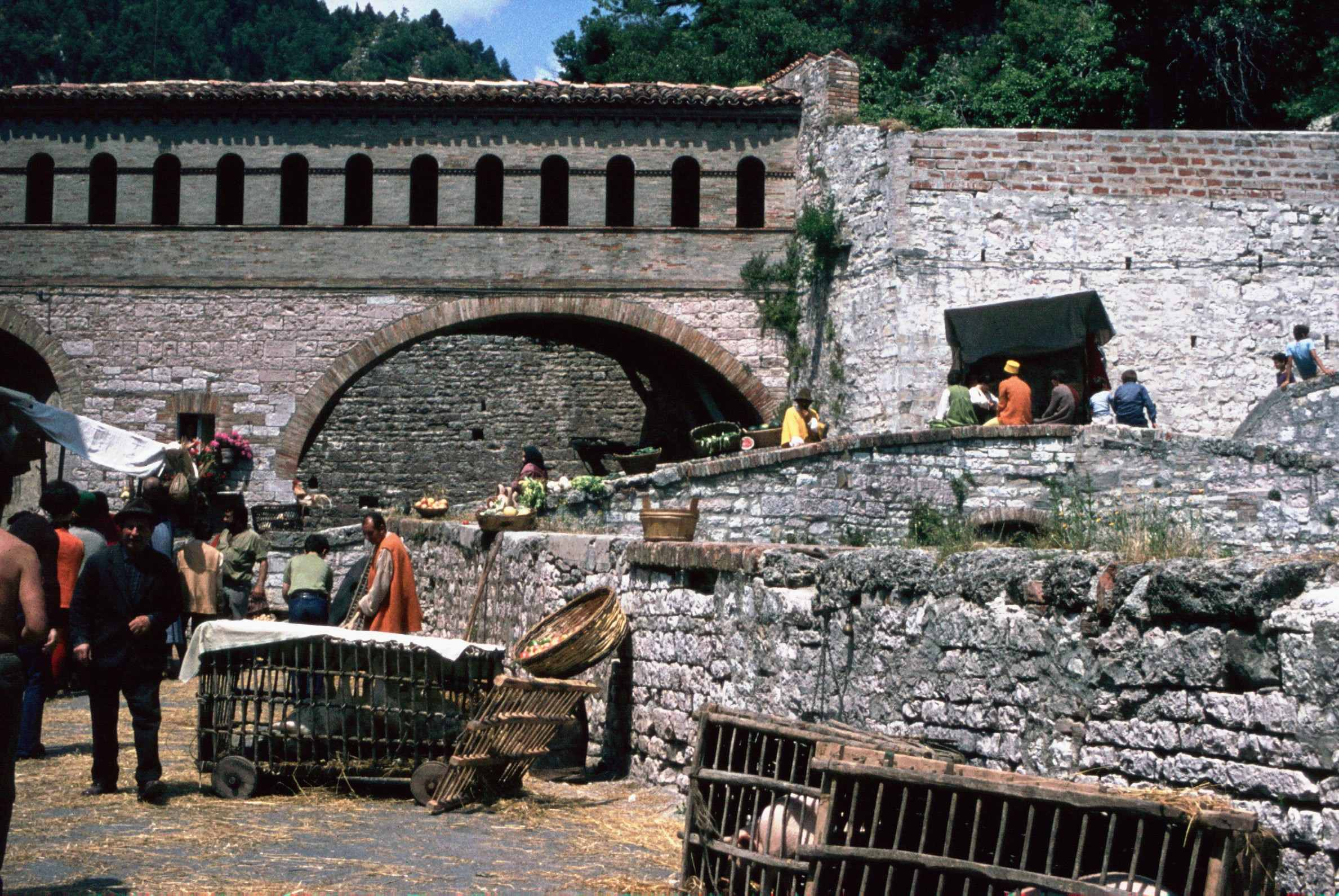
Кам'яний міст через річку Каміньяно
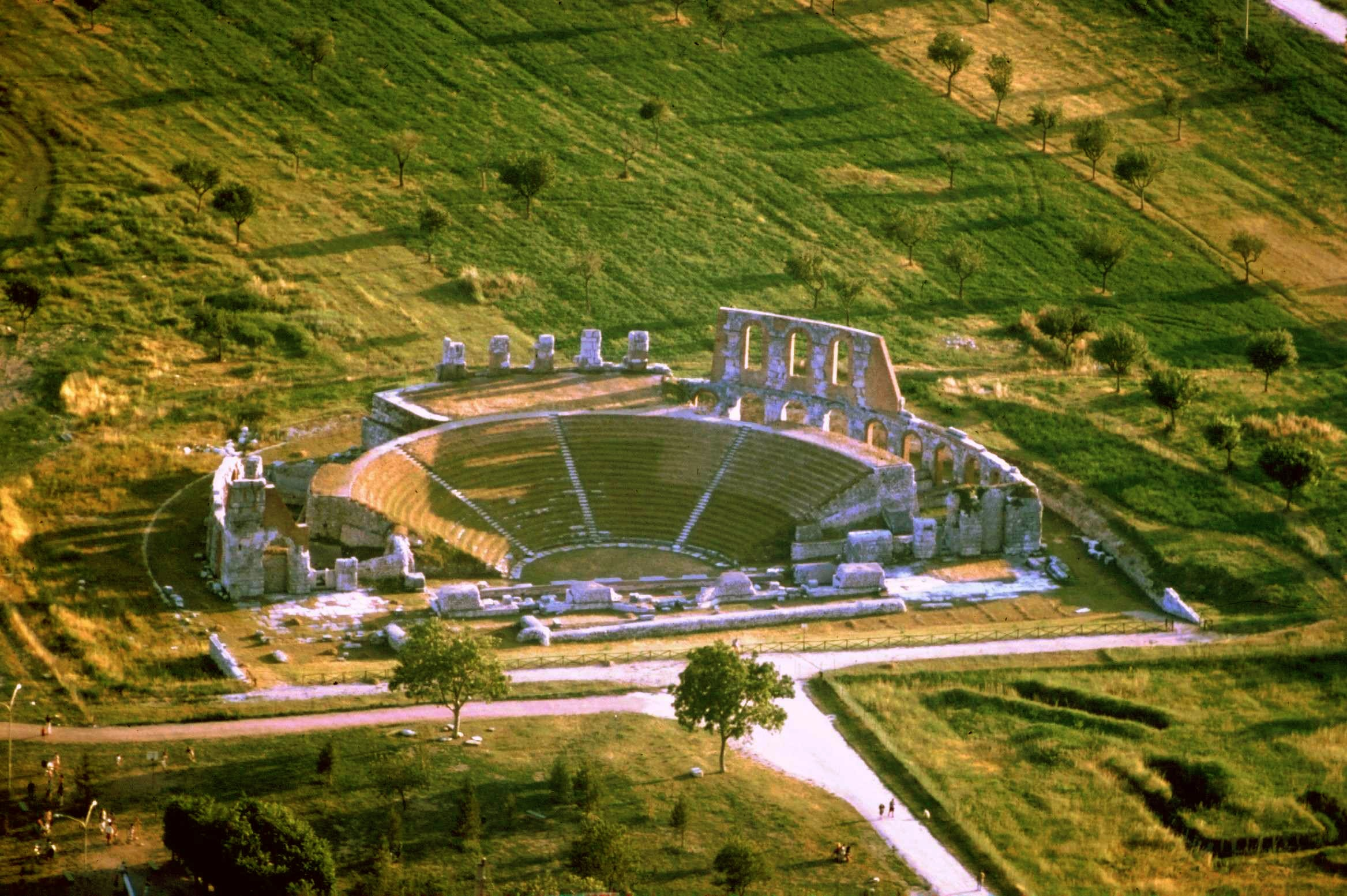
Давньоримський театр
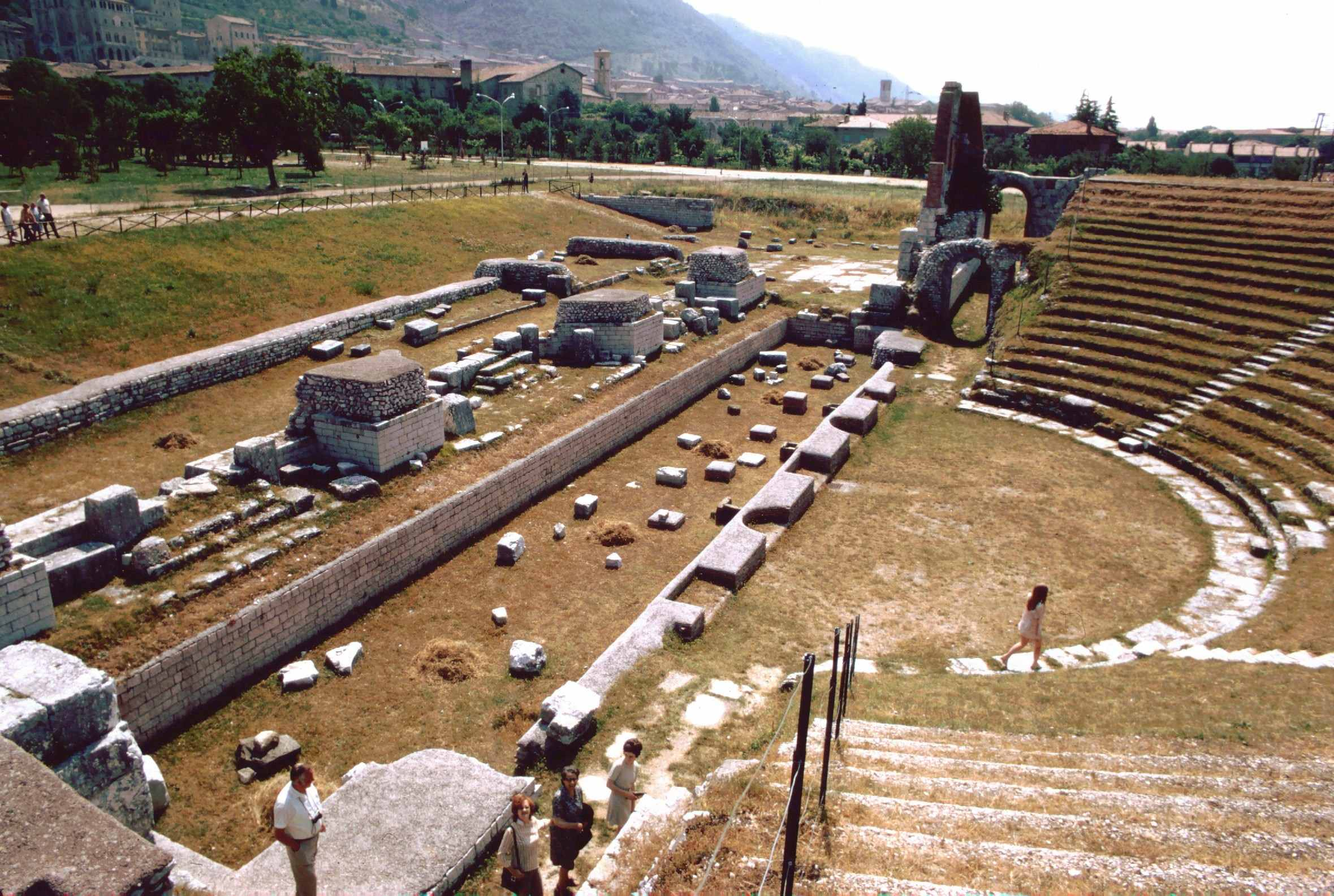
Давньоримський театр, залишки сцени

## Губбіо як ремісничий центр
Умбрія позиціонує себе як курортний та туристичний центр. З давнини місто уславилось власними керамічними виробами, що працювали завдяки місцевим покладам глини. Особливої популярності кераміка Губбіо набула в добу відродження, коли вереж квіткових орнаментів почали використовувати зображення портретні та адаптації з відомих композицій картин та гравюр. Згодом кераміка Губбіонабула всітової слави і розійшлась по багатьом країнам світу. В 20 столітті розквітло і мистецтво ковальства.

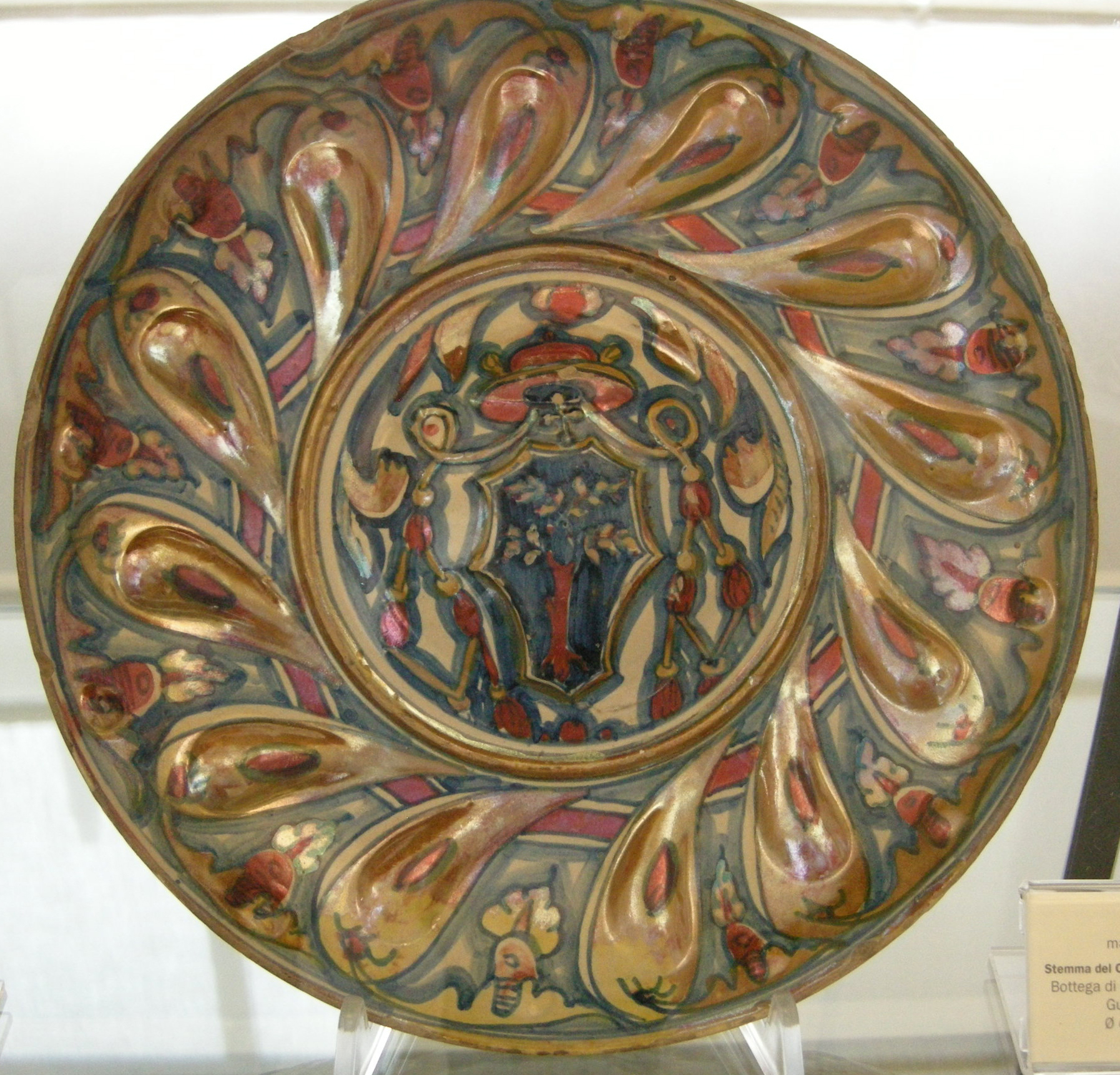
майстер Джорджо Андреолі, таріль з гербом кардинала Джуліо делла Ровере, до 1560 р.
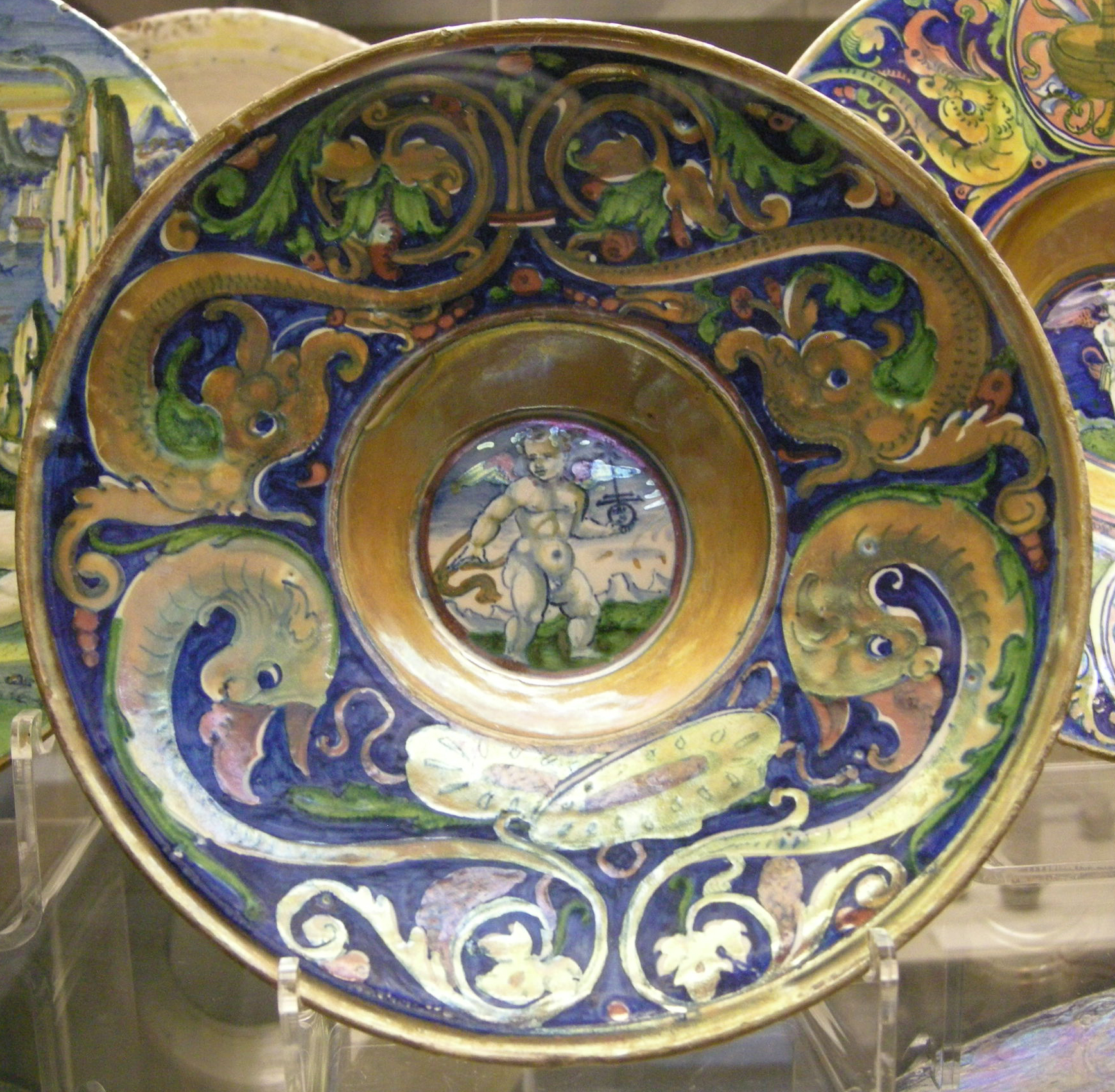
майстер Джорджо ді Губбіо, таріль з путті та гротесками, 1524 р.
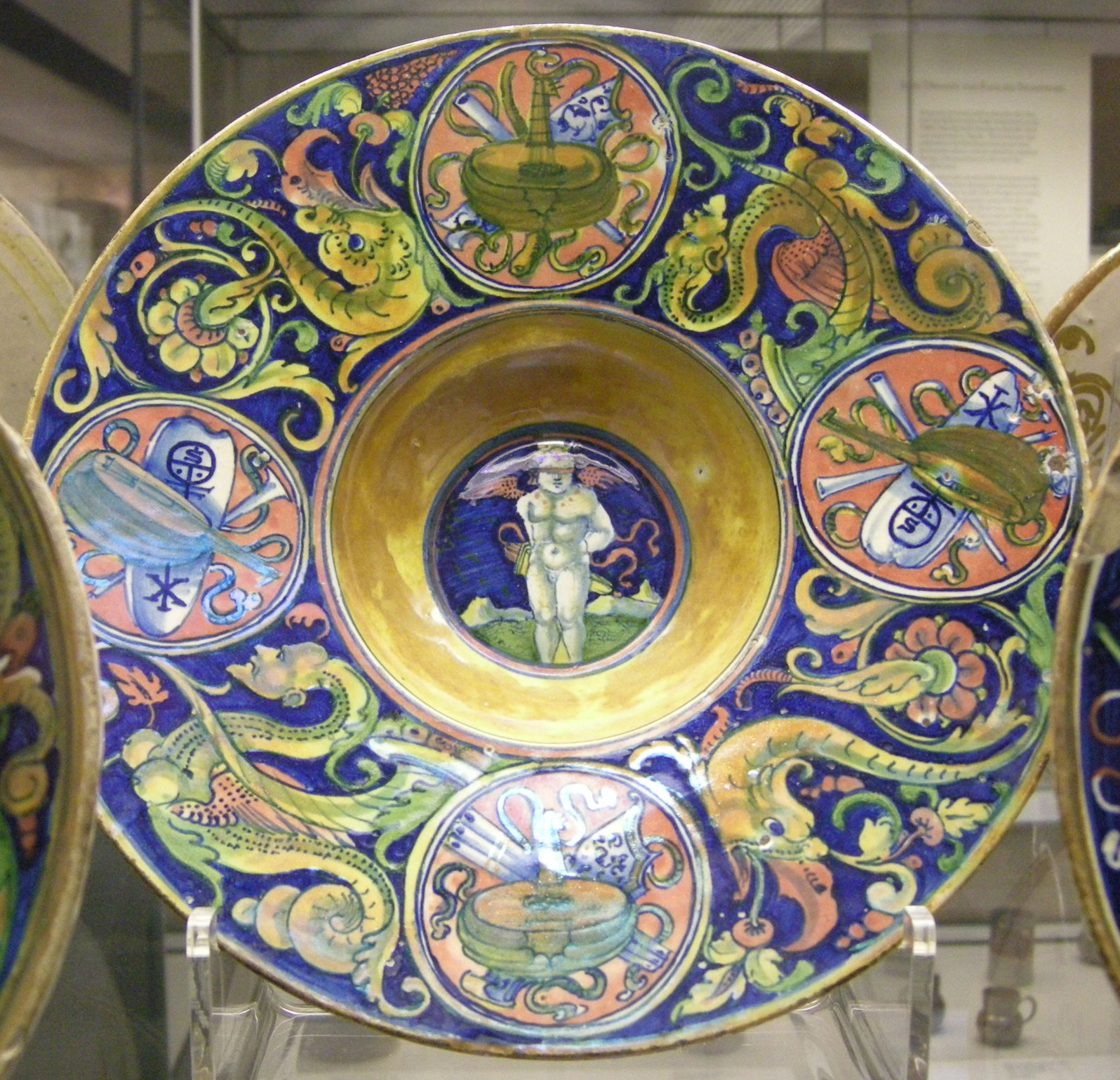
майстер Джорджо ді Губбіо, таріль з путті та музичними інструментами
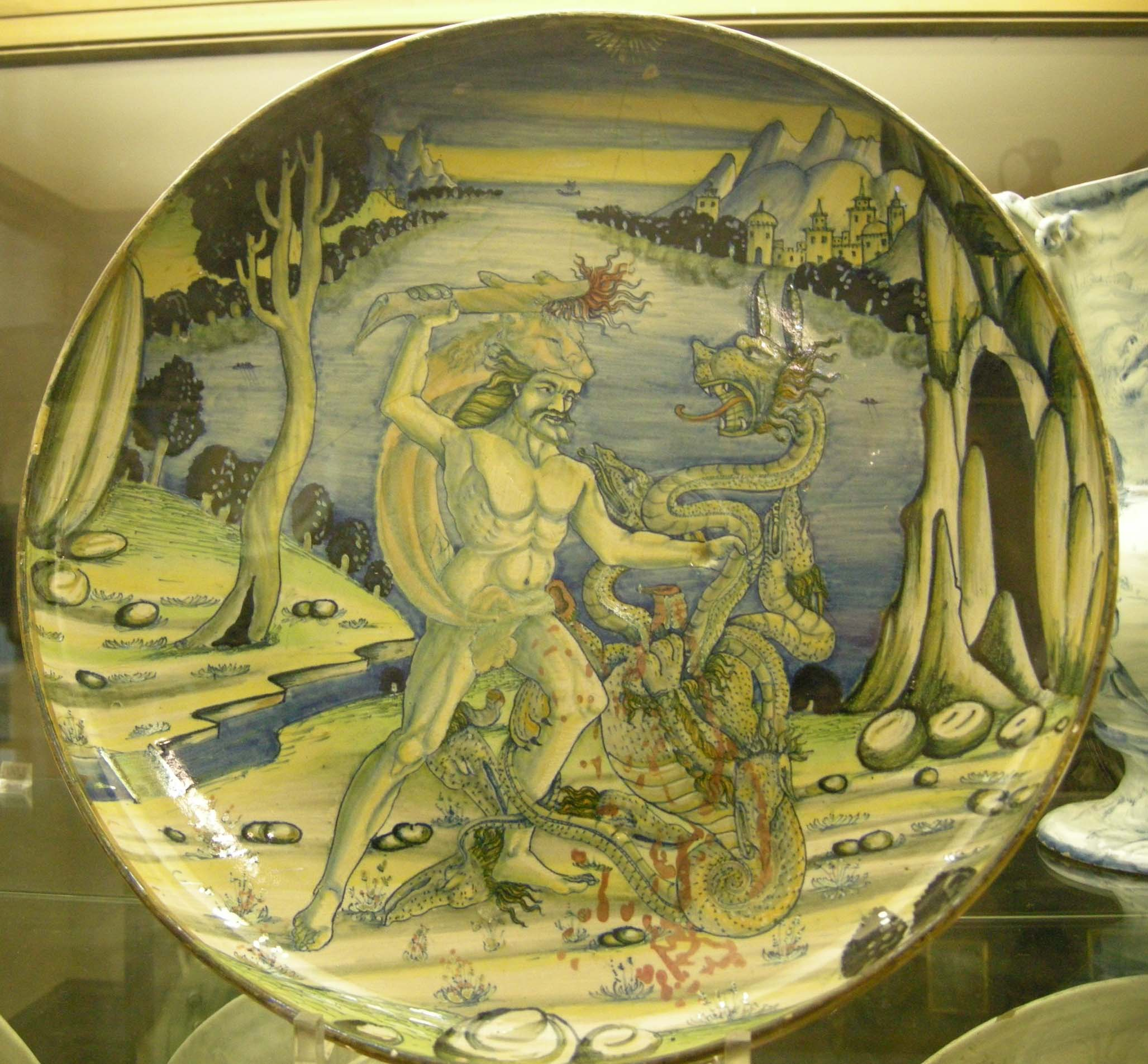
таріль з копією композиції Антоніо Полайоло «Геркулес перемагає лернейську гідру»
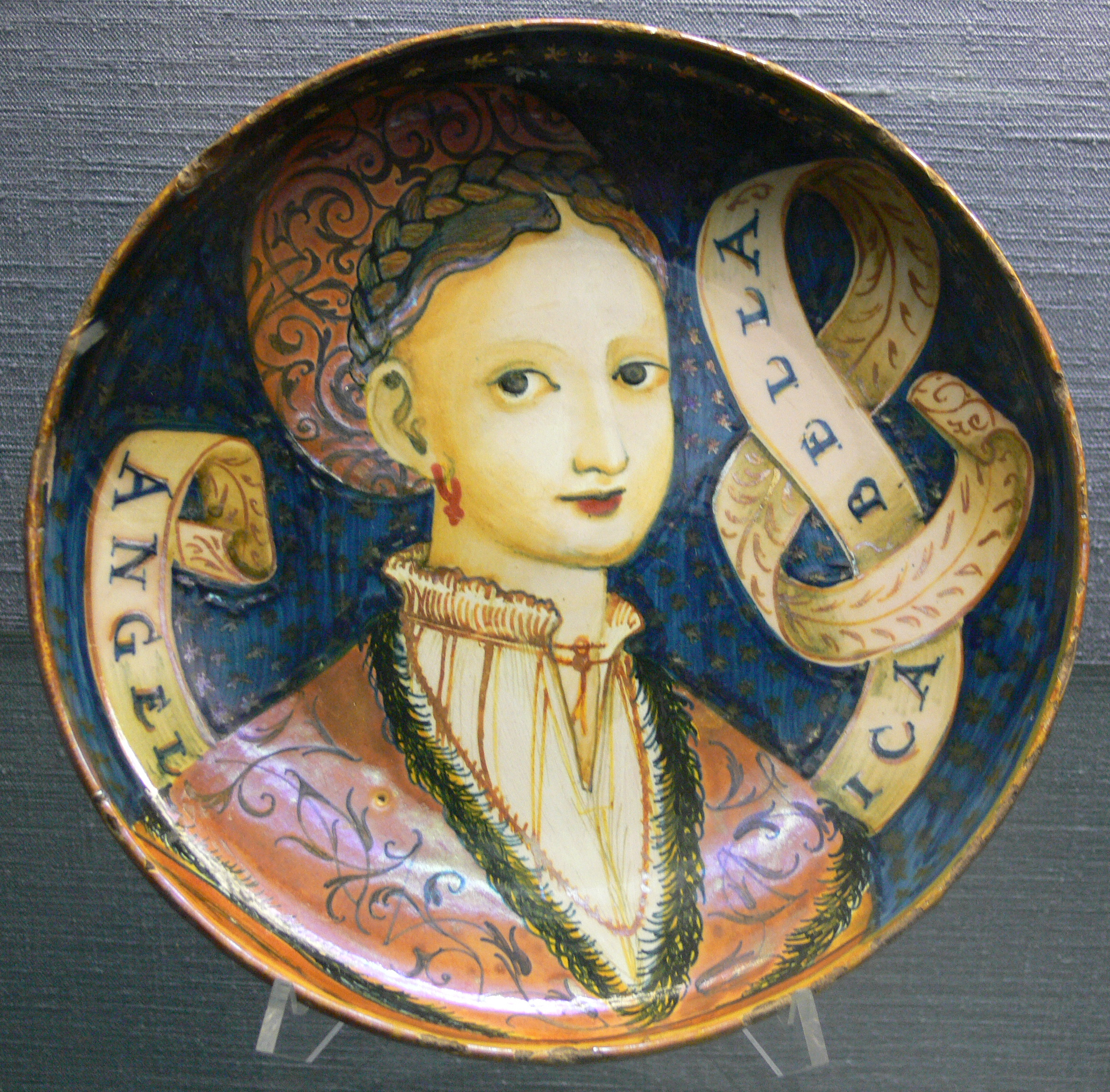
таріль з жіночим портретом та написом «Красуня Анжеліка», 1537 р., Берлін
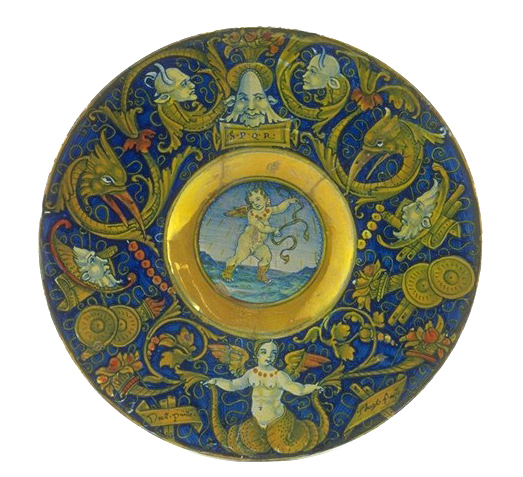
таріль роботи Джуліо Андреолі з гротесками, 1525 р.
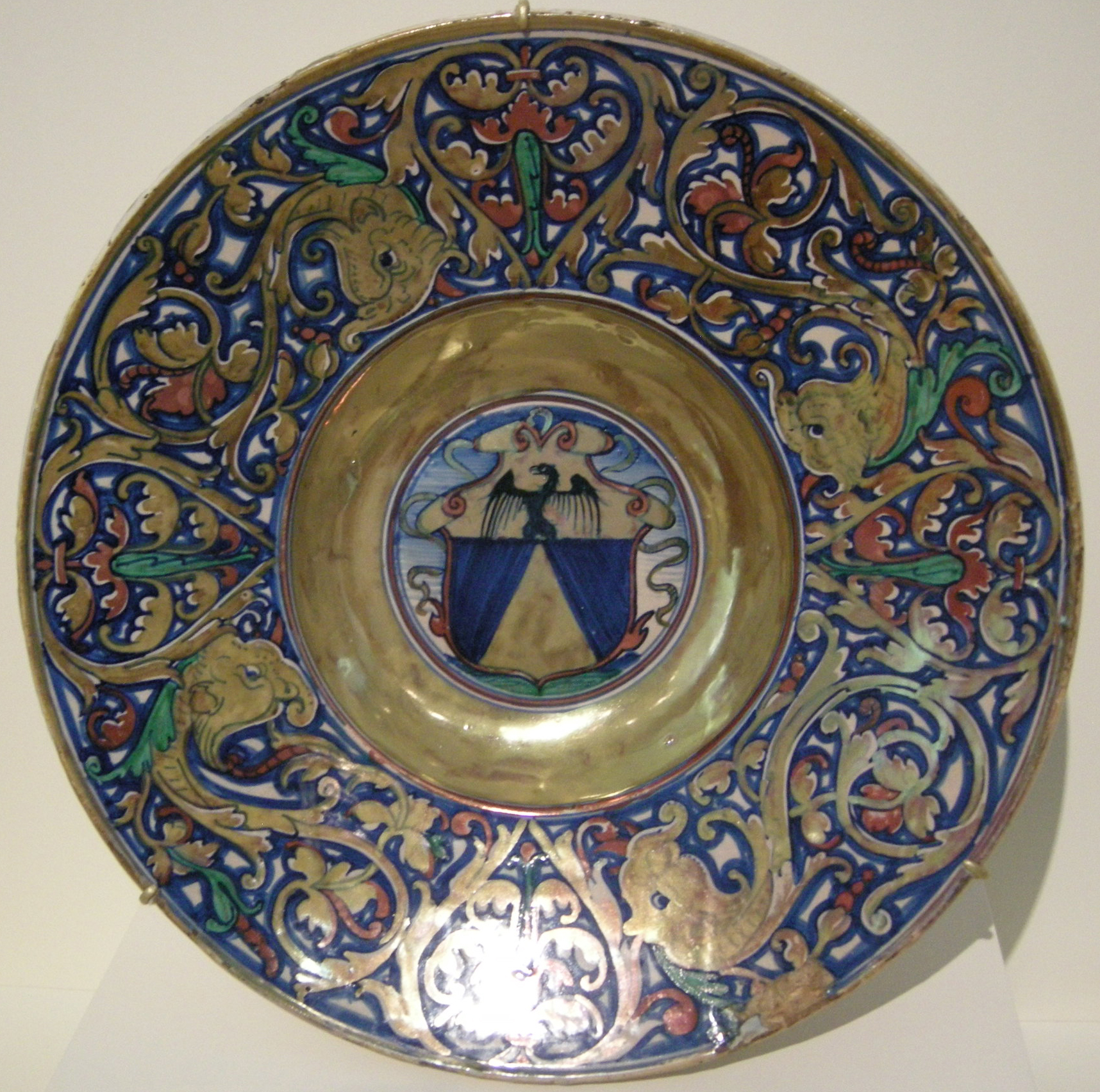
таріль Джорджо ді П'єтро Андреолі, 1524 р.
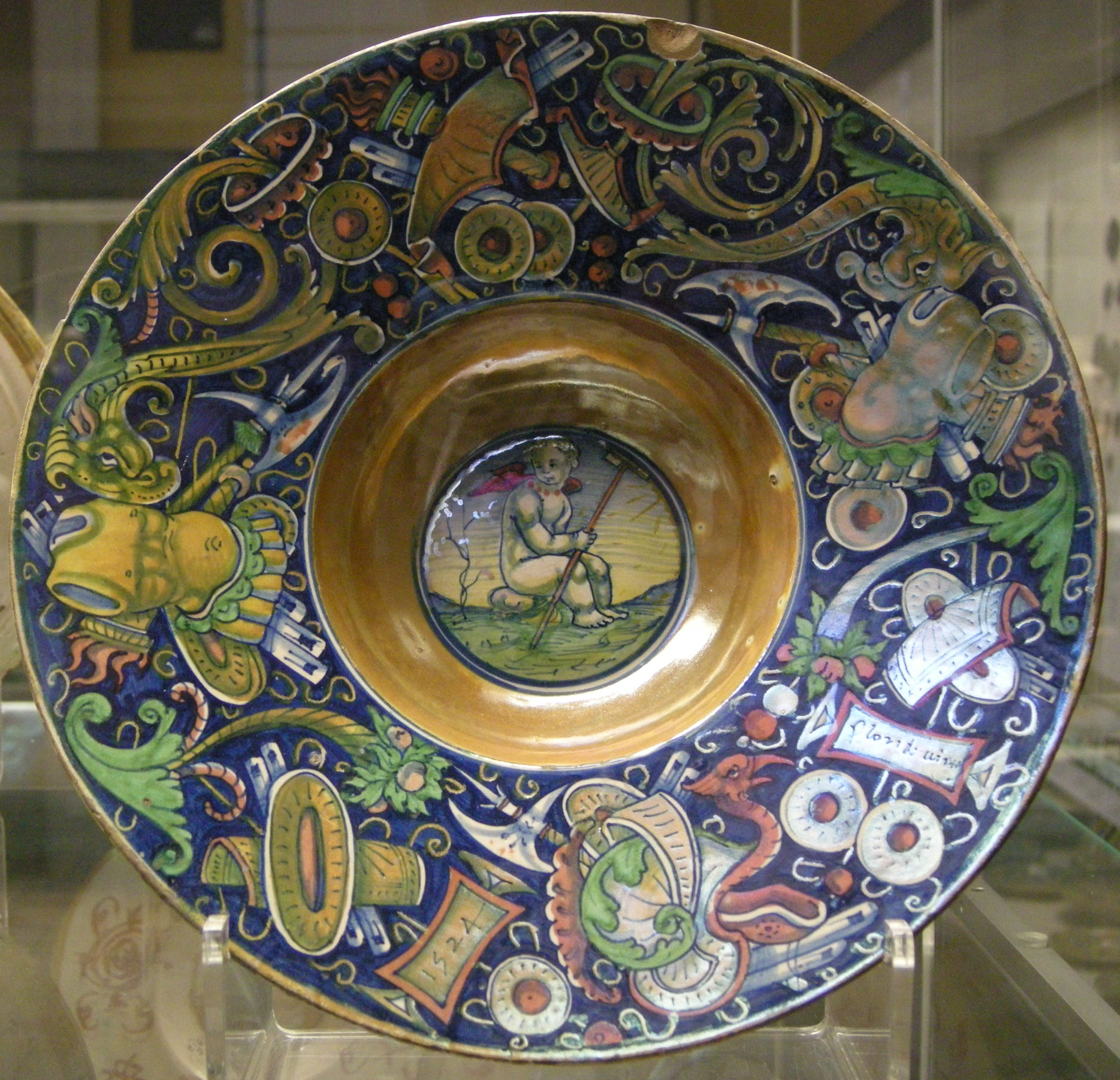
майстер Джорджо да Губбіо, таріль з військовими обладунками, 1524 р.
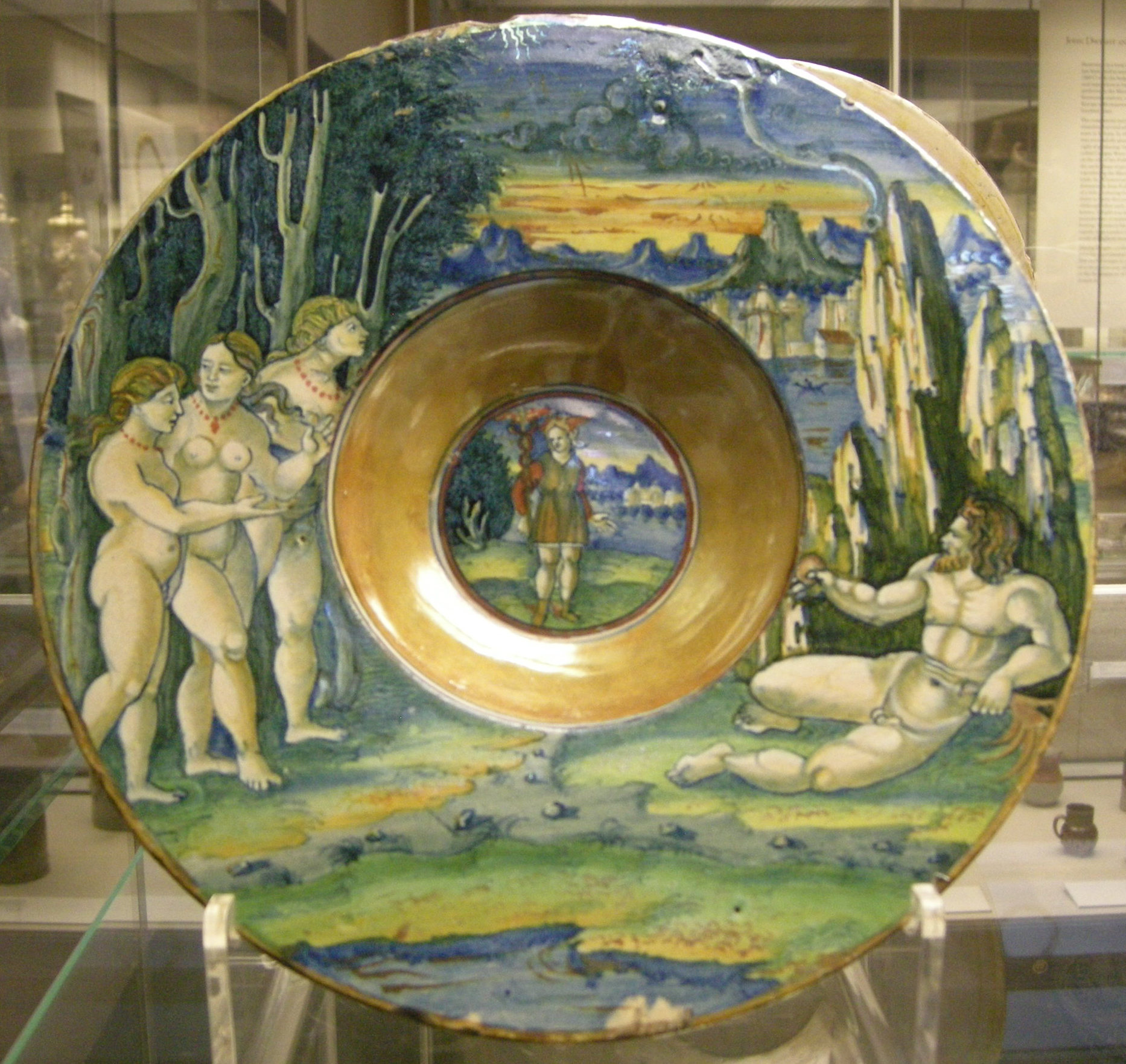
майстер Джорджо да Губбіо, таріль з композицією «Суд Париса», 1524 р.
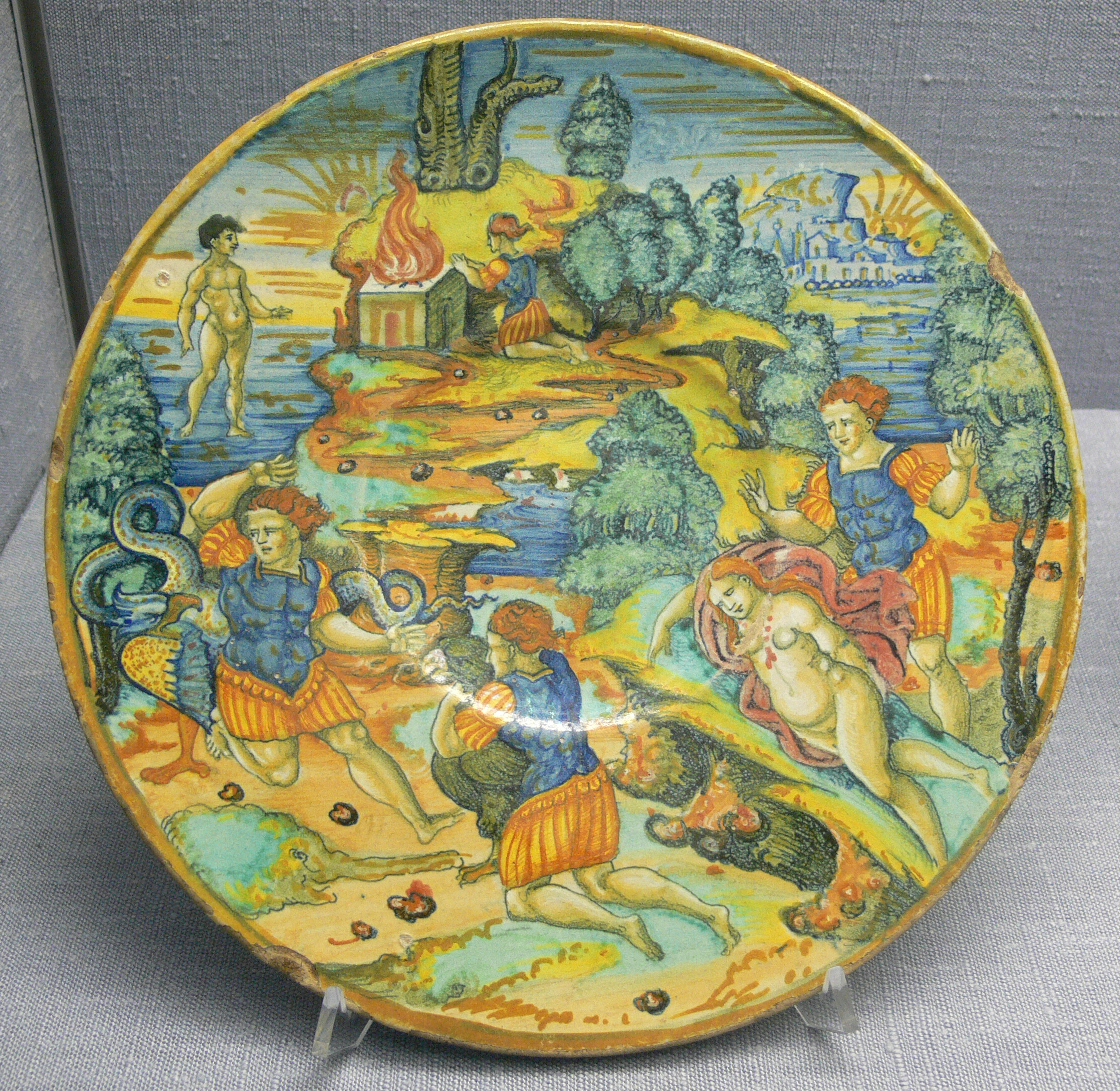
Таріль з легендою про Пелея та морську богиню Фетіду, які перетворились в тварин, за дереворитом  Бенедетто Монтанья, 1534 р.
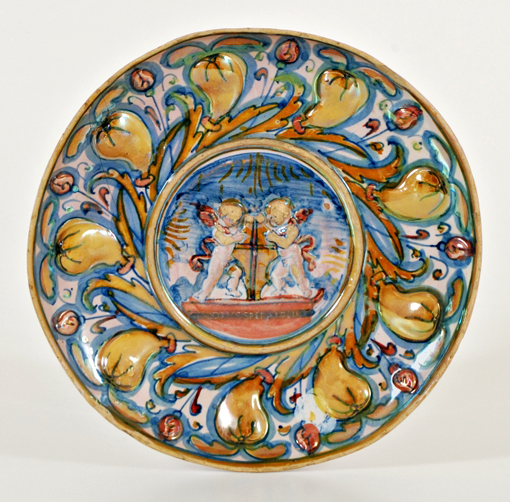
Майстерні Джуліо Андреолі, 1530 або 1550 рр., Міжнародний музей кераміки, фаенца
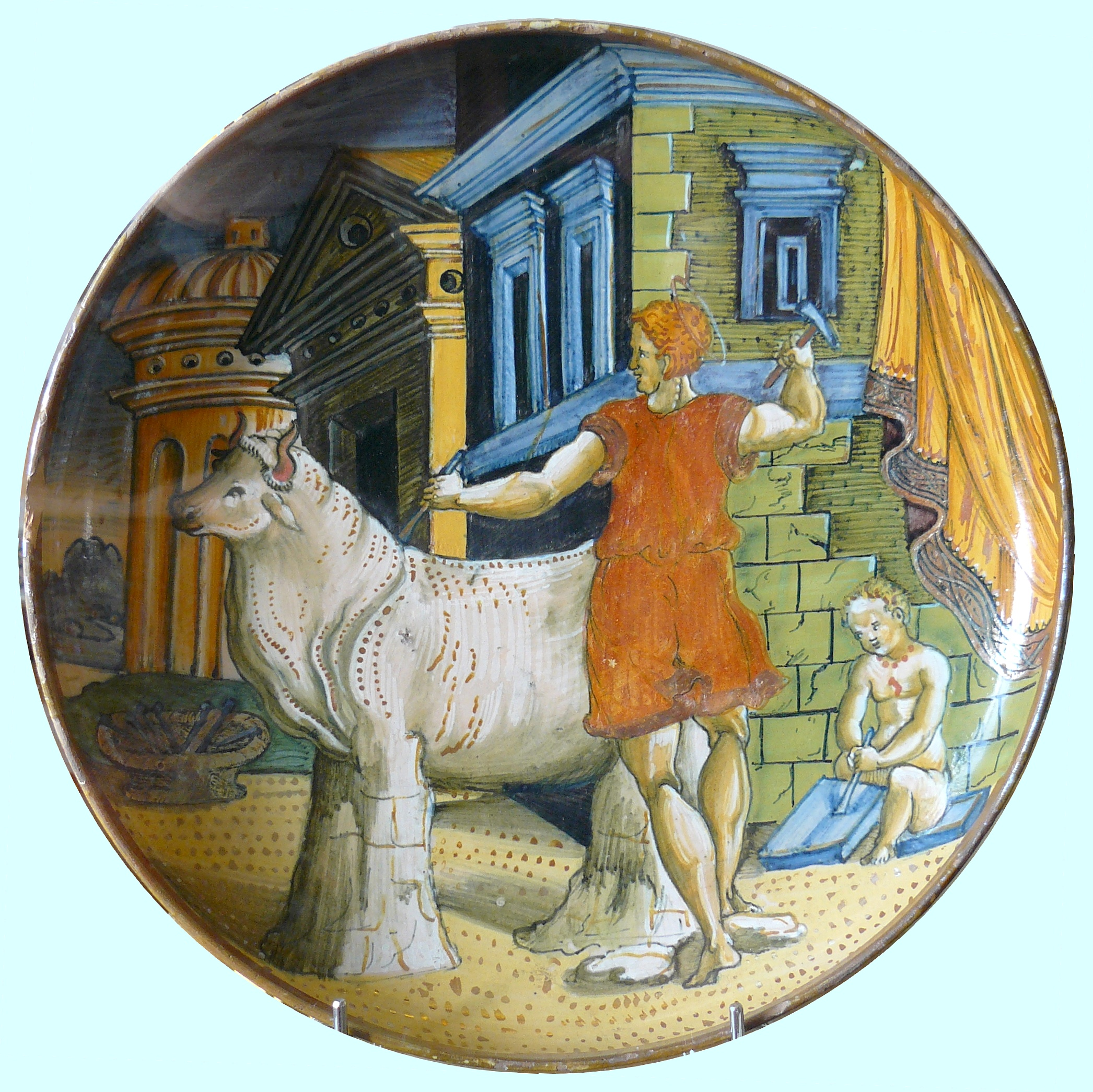
Кераміка Губбіо, «Скульптор Дедал висікає мармурового бика», Національний музей кераміки, Севр, Франція
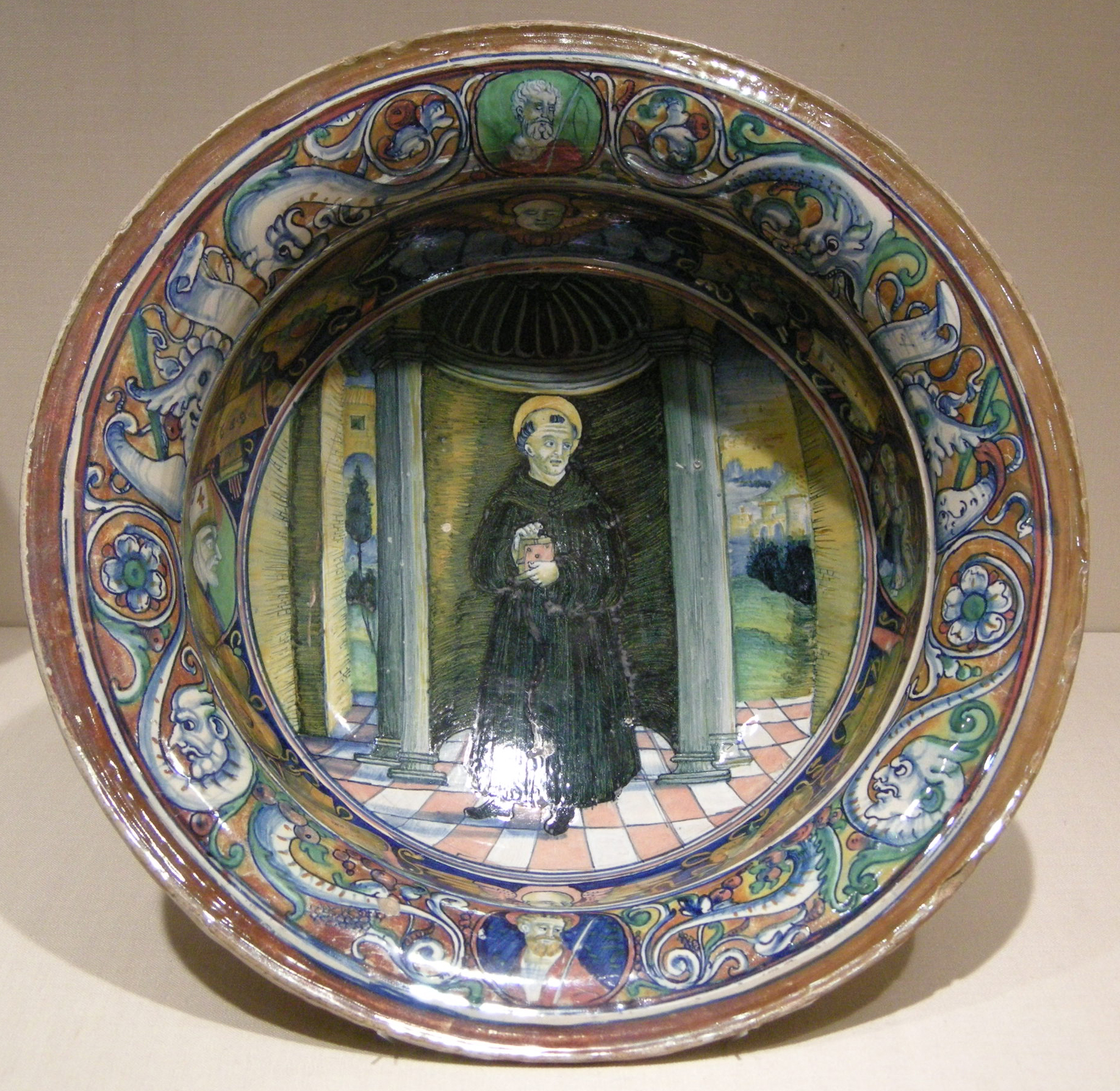
таріль з фігурою Св. Ніколо Толентинського, 1524 р.
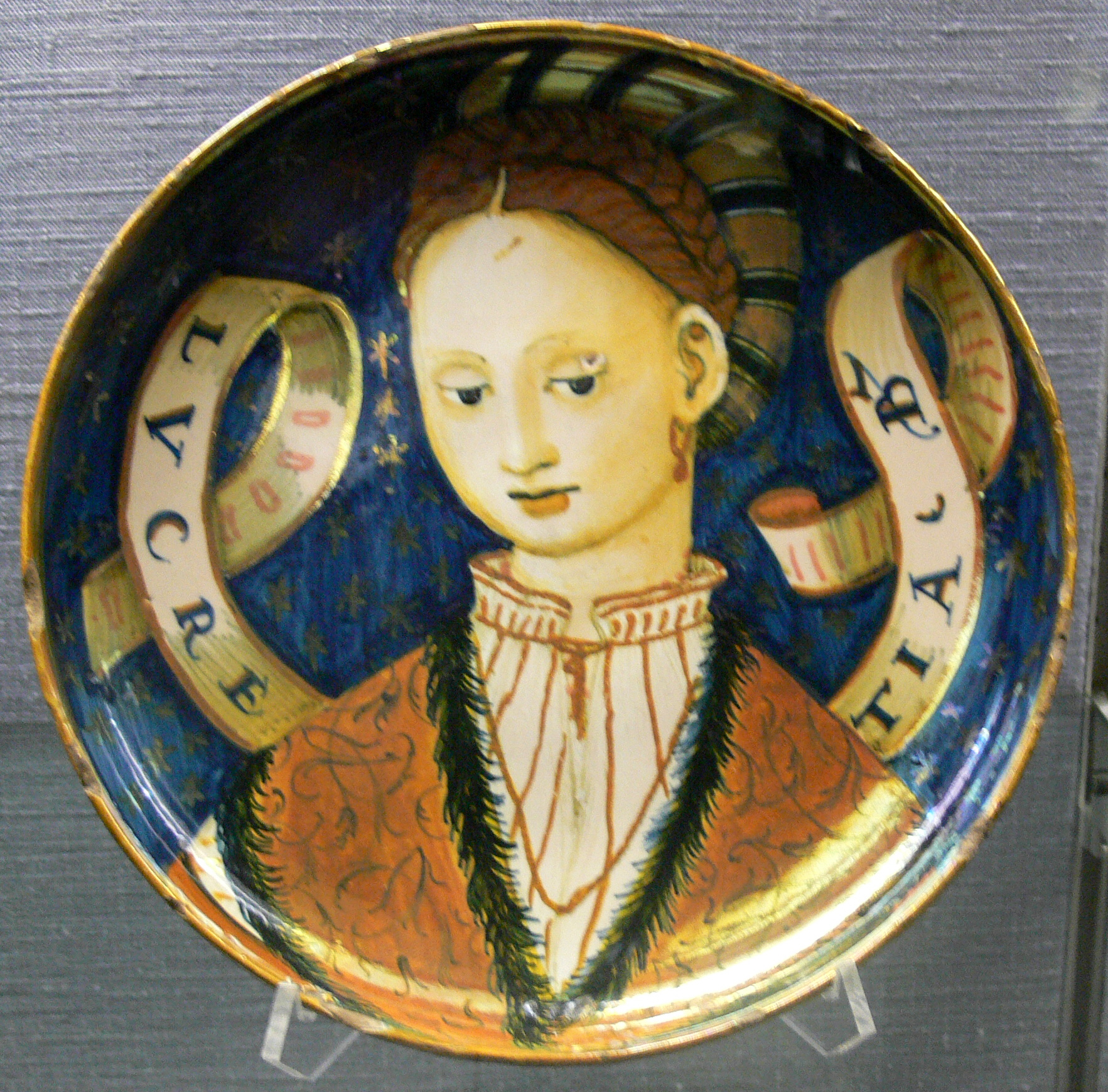
таріль з жіночим портретом та написом «Лукреція», 1537 р., Берлін
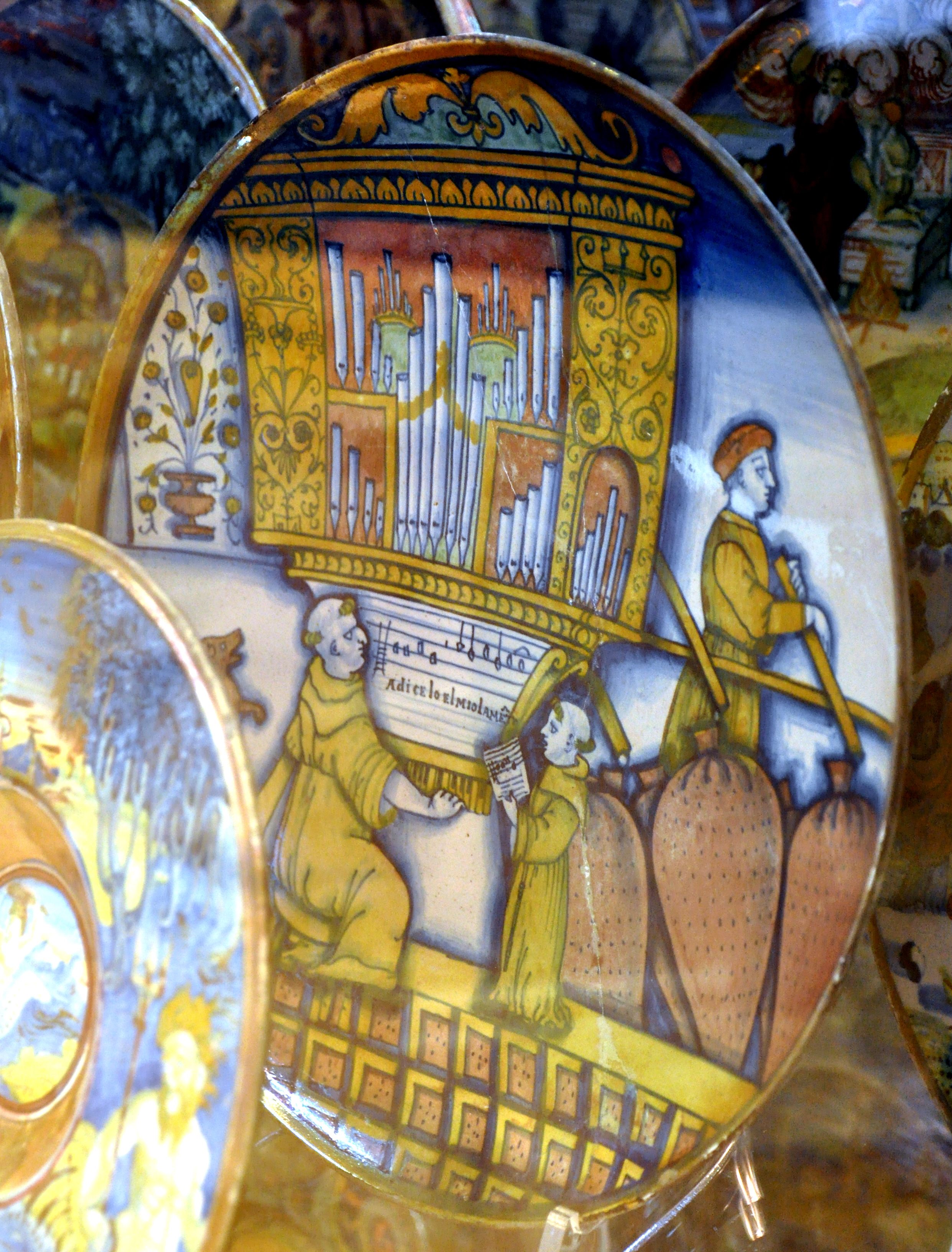
таріль з ченцями, що грають на органі в церкві, бл. 1520 р.